# Union sportive Arlequins perpignanais
Pour les articles homonymes, voir USAP.
Ne doit pas être confondu avec Union sportive perpignanaise, Association sportive perpignanaise ou Union des sports athlétiques perpignanais.
Maillots
Actualités
L'Union sportive Arlequins Perpignan-Roussillon (USAP, prononcé 'ussap') est un club français de rugby à XV fondé en 1933 et basé à Perpignan dans les Pyrénées-Orientales.
L'USAP est le résultat d'une fusion entre deux clubs perpignanais s'étant unis en 1933, l'Union sportive perpignanaise (USP) et les Arlequins perpignanais.
L'USP était également issue d'un rapprochement, entre l'Association sportive perpignanaise, fondée en 1902, et le « Stade olympien perpignanais » qui s'étaient réunis en 1919.
Le club est quadruple champion de France (1938, 1944, 1955 et 2009) et fut présent sans interruption dans l'élite du championnat de France de rugby jusqu'à sa relégation en Pro D2 en mai 2014.
Le club est également double champion de France de Pro D2 en 2018 et 2021.
L'USAP est aussi vice-champion d’Europe en 2003 et totalise douze participations à la coupe d'Europe.
Le club évolue en Top 14 et joue ses rencontres à domicile au Stade Aimé-Giral.
L'USAP est actuellement présidé par François Rivière. L'équipe première est encadrée par plusieurs spécialistes : Franck Azéma manager, David Marty entraîneur en chef, Perry Freshwater entraîneur des avants et Gérald Bastide entraîneur de la défense et de la technique individuelle.

## Historique

### 1933: les débuts de l'Union sportive Arlequins perpignanais
Le 5 mai 1933, la fusion entre les deux rivaux devient effective et le nouveau club prend le nom d'Union sportive Arlequins perpignanais (USAP). Il a pour président le docteur Pierre Nicolau (ancien président de l'USP) et son adjoint est Joseph Bazia (ancien président des Quins).
Ardent fusioniste en 1909 (lors de la fusion entre l'ASP et le Perpignan sportif) et en 1919 (entre l'ASP et le SOP), Marcel Laborde est cette fois écarté de la nouvelle direction. Il décide de recréer l'Association sportive perpignanaise (ASP) en juin 1934. Il est alors contacté par Jean Galia qui, venant d'être radié par la FFR pour non-respect des règles de l'amateurisme, s'est rapproché des Anglais de la Rugby Football League. Ils vont alors créer, le 24 août 1934, un club de rugby à XIII : le XIII catalan. Ce nouveau club recrute bon nombre de joueurs de l'USAP (Camille Montade, François Noguères...) ainsi que l'emblématique Roger Ramis pour devenir le premier entraîneur des treizistes. La rivalité XIII/XV à Perpignan vient de commencer.
Ces remous n'empêchent pourtant pas le club de grandir et de se structurer. En septembre 1935 est créée la première équipe junior (Reichel) de l'USAP qui remporte le titre national en 1937 et en 1938.

#### Champion de France 1938

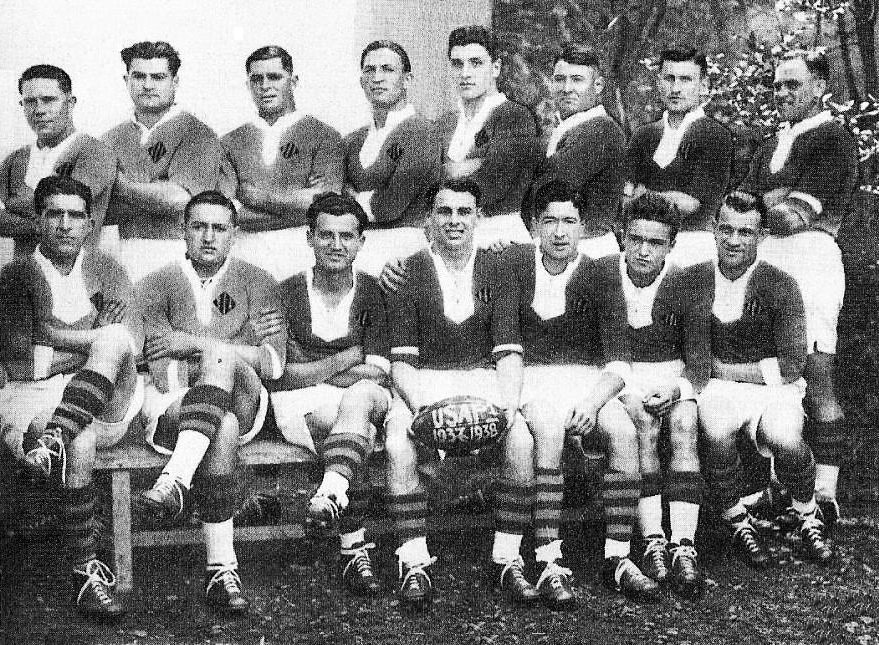
L'équipe de l'USAP en 1938 :
le capitaine Desclaux est au centre avec le ballon.

Le club brille aussi chez les seniors avec, en 1935, un premier titre en challenge Yves du Manoir et une place en finale du championnat de France (défaite 3 à 0 contre Biarritz). De 1936 à 1938, l'USAP dispute toutes les finales du challenge sans toutefois parvenir à s'imposer. En 1938, le club est champion de France pour la première fois de son histoire (11 à 6 toujours contre Biarritz) mais perd son titre la saison suivante lors de la troisième finale USAP-Biarritz de la décennie (6 à 0).
La Seconde Guerre mondiale intervient. En septembre 1940, le club est obligé de quitter le stade Jean-Laffon et s'installe sur le stade Aimé-Giral. En 1942, sous la pression de l'État français de Vichy, le terme 'Arlequins' est remplacé par 'Athlétique'. La guerre fera de nouvelles victimes dans les rangs perpignanais dont Gilbert Brutus qui, devenu résistant, meurt en captivité le 7 mars 1944 et donnera lui aussi son nom à un stade de Perpignan.

#### Champion de France 1944
Après une belle saison 1943 (défaite en demi-finale de la zone Sud contre Agen pour les seniors et titre pour les juniors), le club retrouve les sommets en devenant champion de France en 1944, disposant des Bayonnais en finale sur le score de 20 à 5. Mais comme en 1926, l'équipe championne de France se verra une nouvelle fois dépouillée de plusieurs joueurs mais par les clubs professionnels de rugby à XIII cette fois dont le jeune arrière, Robert Puig-Aubert, parti à Carcassonne pour y devenir une légende du rugby à XIII français.

### Un demi-siècle d'amateurisme (1945-1994)
Ce nouvel exil est presque fatal au club qui, en 1949, échappe de peu à la relégation. En 1949, devant cette situation, les dirigeants font appel à une figure du club (Jep Desclaux) et à un ancien joueur et entraîneur (Fernand Vaquer) pour entraîner les seniors. Le club, s'appuyant une fois de plus sur ces juniors (champions de France en 1947), repart de l'avant et se remet progressivement de l'énorme saignée treiziste.
Les premiers résultats sont prometteurs : quarts de finale en 1950, demi-finale en 1951 et finale en 1952. Mais les années cinquante sont marquées par Lourdes qui s'impose en finale 20 à 11.
Selon sa destinée de pépinière pillée chaque saison, notamment par son voisin treiziste, le club perd la plupart de ses joueurs finalistes et connaît deux saisons creuses, éliminé respectivement en huitième de finale en 1953 et en quart de finale en 1954.

#### Champion de France 1955
La consécration arrive en 1955 avec le titre de champion de France (11 à 6 face à Lourdes). Cette année sera une réussite pour le club qui remporte aussi le challenge du Manoir (22 à 11 face à Mazamet) après avoir terminé la compétition invaincu, le titre de champion de France avec ses juniors Reichel et est vice-champion avec ses juniors Crabos (catégorie créée en 1950 et déjà titrés en 1953 et 1954). Le club décrochera à cette occasion son quatrième challenge du club complet (après ceux de 1938, 1952 et 1953).
L’année suivante, il termine premier club club français à l’issue des matchs de poules mais Dax arrêtera les ambitions catalanes en quart de finale.
Perpignan remporte toutefois son quatrième Challenge du club complet en cinq ans.

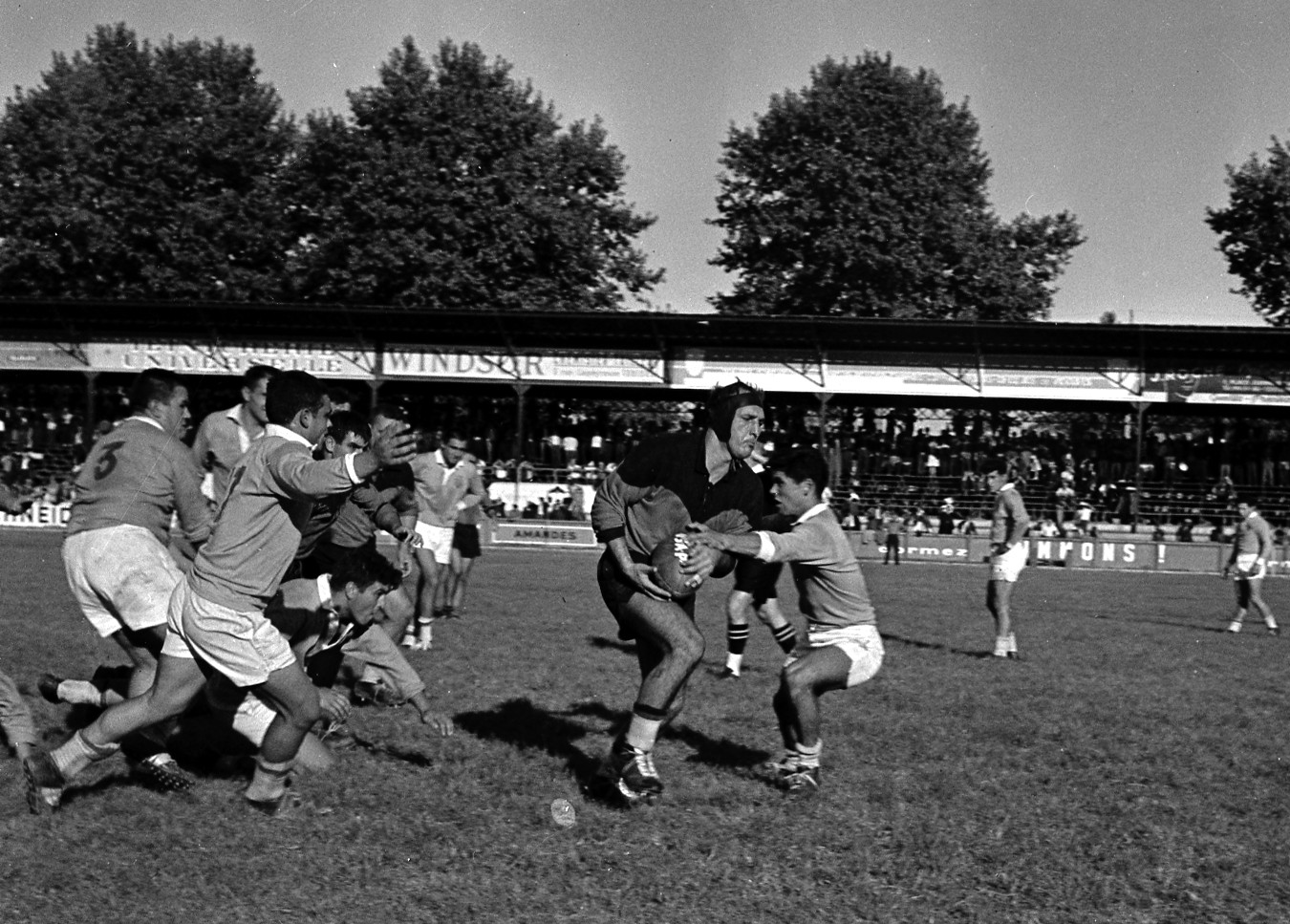
Victoire de l'USAP sur le terrain du Stade toulousain 13-9 pour le compte du challenge Yves du Manoir 1963.

Après cette saison, le club commence à perdre de son lustre. Les départs de Fernand Vaquer (1958) puis de Jep Desclaux (1960) signent la fin de cette période. Les années soixante vont voir le club s'ouvrir un peu vers l'extérieur avec l'arrivée de joueurs non catalans dont Jo Maso. L'équipe, dirigée par Jean Carrère, atteint la finale du challenge Yves du Manoir en 1965 mais s'incline en finale face à Cognac (5 à 3), laissant entrevoir des jours meilleurs. Mais les querelles internes vont de nouveau engendrer un malaise au sein du club, malaise qui se traduit par l'éviction de Jean Carrère et le départ de plusieurs joueurs. Les années 1960 seront des années dures pour le club qui y consommera quatre présidents (Boy, Roland, Fourcade, Garrigue), ses meilleurs joueurs sont attirés par les clubs de rugby à XIII du département et le public boude le stade Aimé-Giral. Néanmoins le club préserve l'essentiel en se maintenant dans l'élite du rugby français.
Les années soixante-dix s'annoncent prometteuses avec de nombreux joueurs titrés dans les équipes de jeunes. Ces années correspondent à l'arrivée d'une génération de joueurs emblématiques du club Paul Goze, Jean-Claude Ros, Jean-Louis Got et Jean-François Imbernon, des avants réputés pour la rudesse de leur jeu. Bien qu'abonné aux phases finales, le club n'arrive plus à atteindre les sommets. Hormis une finale perdue 12-4 en 1977 contre l’AS Béziers, l’USAP n'arrive plus à jouer les premiers rôles.
Les années quatre-vingt confirment ce lent déclin du club qui rentre dans l'anonymat du championnat de France même si les catégories de jeunes continuent de briller.
Au début des années 1990, le club renoue avec les sommets de l'élite, atteignant régulièrement les phases finales sans parvenir à passer le cap des quarts de finale éliminé par Toulon et Castres malgré 2 saisons où il termine premier club français à l’issue des matchs de poules en 1993 et 1995.
L'USAP remporte en 1994 son premier trophée depuis 1955 : le Challenge Yves du Manoir face à l'AS Montferrand (18-3). Ce troisième titre dans la compétition met fin à 39 ans de disette.

### L'ère professionnelle (1995-2014)

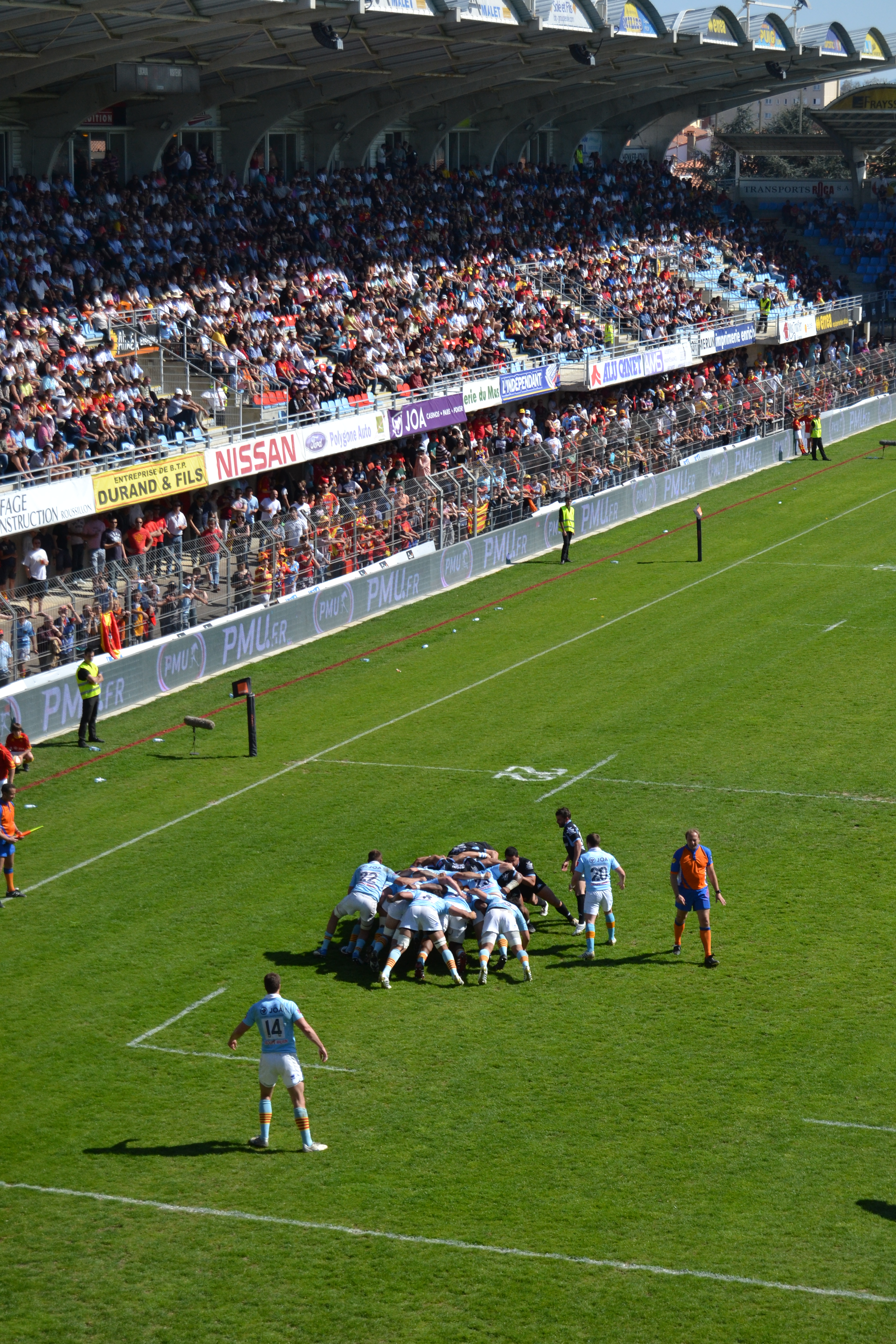
Mêlée entre l'USAP et Castres à Aimé-Giral.

En 1995, l'IRB accepte le professionnalisme et le club doit se structurer pour suivre la mutation opérée par son sport. Ainsi, le 20 juin 1998, le club est transformé en une société anonyme à objet sportif (SAOS) présidée par Jacques Rodor. Marcel Dagrenat est désigné président du conseil d'administration le 25 octobre 2000. Les assemblées générales extraordinaires de la SAOS des 14 mars et 10 juin 2002 ont décidé la transformation du club en société anonyme sportive professionnelle (SASP) qui sera gérée par la holding USAP per sempre.
En 1999, l'USAP devient un club bicéphale avec d'une part une association gérant le secteur amateur de l'école de rugby aux espoirs et d'un autre côté un groupe professionnel rattaché à la LNR.

#### Vice-champion de France 1998
Sur le plan sportif, le club dispute en 1998 la première finale de championnat jouée au stade de France, finale perdue contre le Stade français CASG (34-7). Dans la première moitié des années 2000, le club catalan atteint systématiquement les playoffs du championnat de France.

#### Vice-champion d'Europe 2003

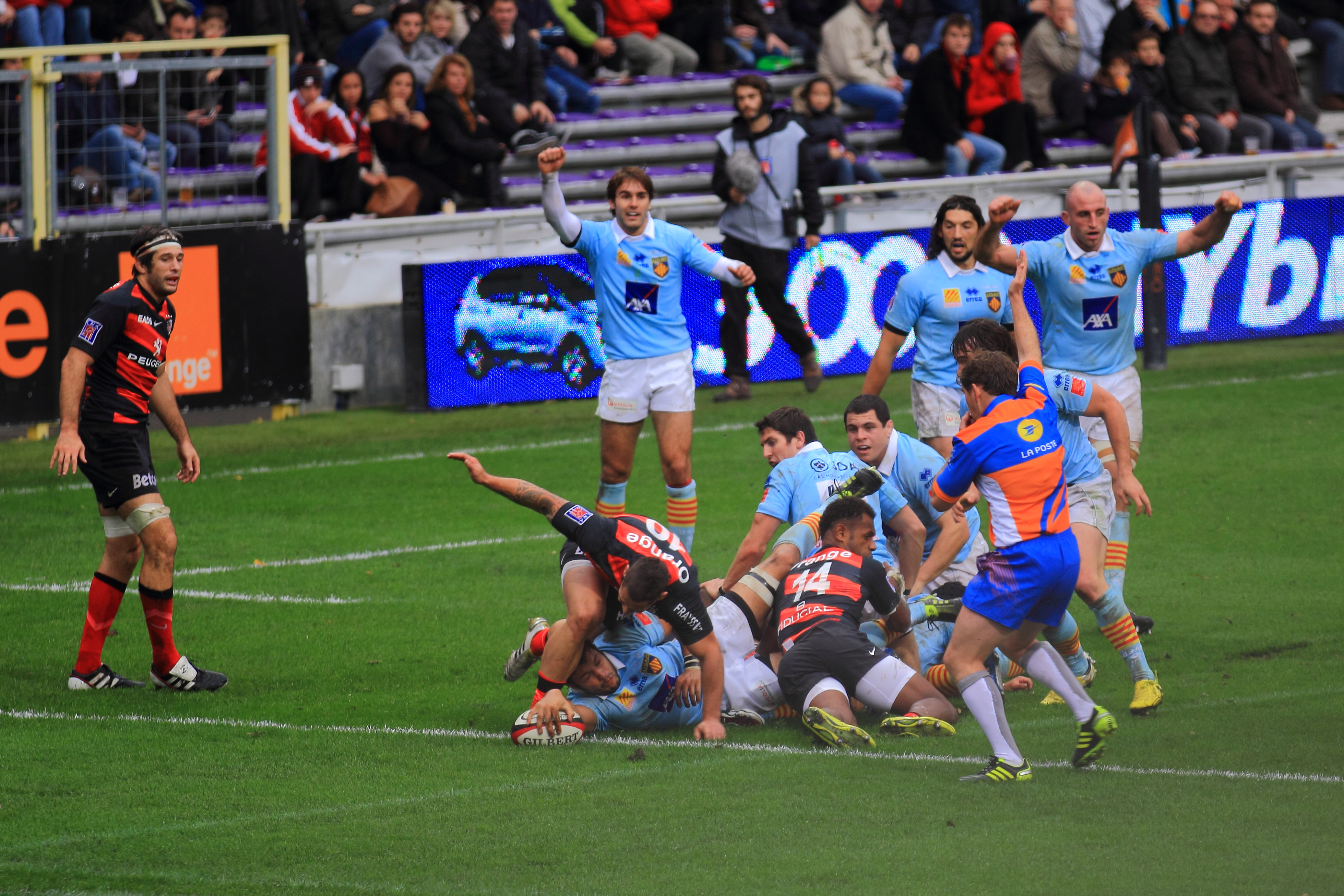
Essai de l'USAP face à Toulouse.

Perpignan dispute aussi régulièrement la Coupe d’Europe. Après une expérience sans lendemain lors de l'édition 1998-1999 ponctuée toutefois par une demi-finale, le club y prend part systématiquement depuis 2001, soient dix participations consécutives, pour une finale, perdue en 2003 contre le Stade toulousain (22-17).

#### Vice-champion de France 2004
Perpignan vice-champion d'Europe s'incline en finale (38-20) du championnat de France 2004 contre le Stade français champion de France en titre.

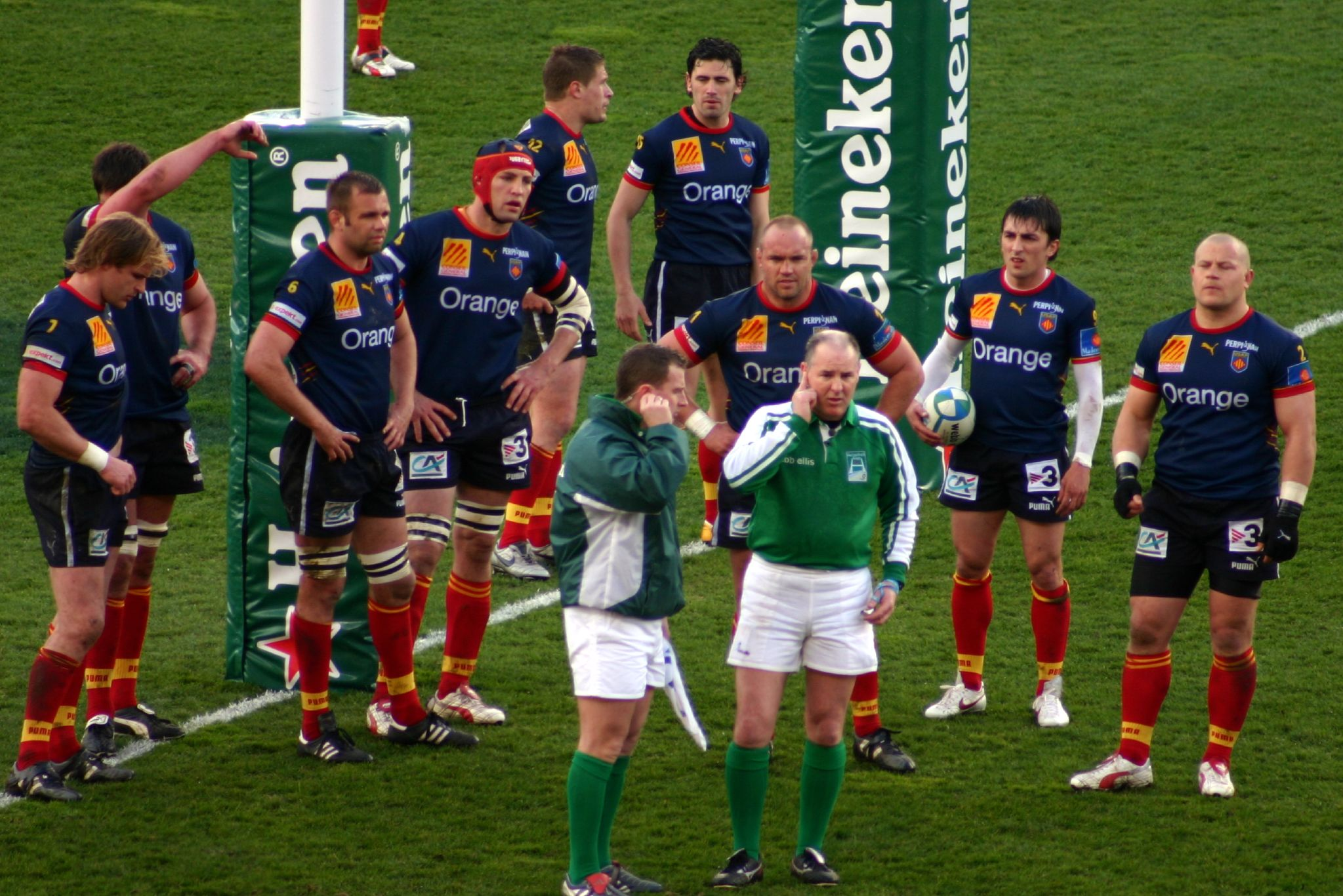
En 2006 lors d'un quart de finale contre le Munster.

#### Champion de France 2009
En 2007, le coentraîneur de l'Équipe de France, Jacques Brunel, reprend le rôle d'entraîneur, assisté de Franck Azéma pour les lignes arrières et de Bernard Goutta pour les avants. Lors de la saison 2008-2009, l'USAP termine premier en phase régulière du Top 14, et, après avoir éliminé le Stade français à Gerland en demi-finale (25 à 21), le club devient champion de France pour la quatrième fois de son histoire face à l'ASM Clermont Auvergne (22 à 13).

#### Vice-champion de France 2010
Pour la saison 2009-2010, l'USAP réédite sa performance de terminer premier en phase régulière du Top 14 et, après avoir éliminé le Stade toulousain en demi-finale, s'incline en finale face à l'ASM Clermont Auvergne (19-6).

### La relégation historique en Pro D2 en 2014 puis l'ascenseur entre les deux divisions professionnelles
Pour la saison 2013-2014, le club ne se montre pas à son avantage en championnat et flirte avec la relégation dès la seconde moitié de saison. Lors de la 26e journée, une ultime défaite face à l'ASM Clermont Auvergne (25-22) combinée au bonus défensif arraché par Oyonnax face à Brive condamne l'USAP à une relégation historique en seconde division, cent ans jour pour jour après son premier titre de champions de France, le 3 mai 1914, et après 103 ans de présence dans l'élite.

#### Second échelon du rugby (2014-2018)

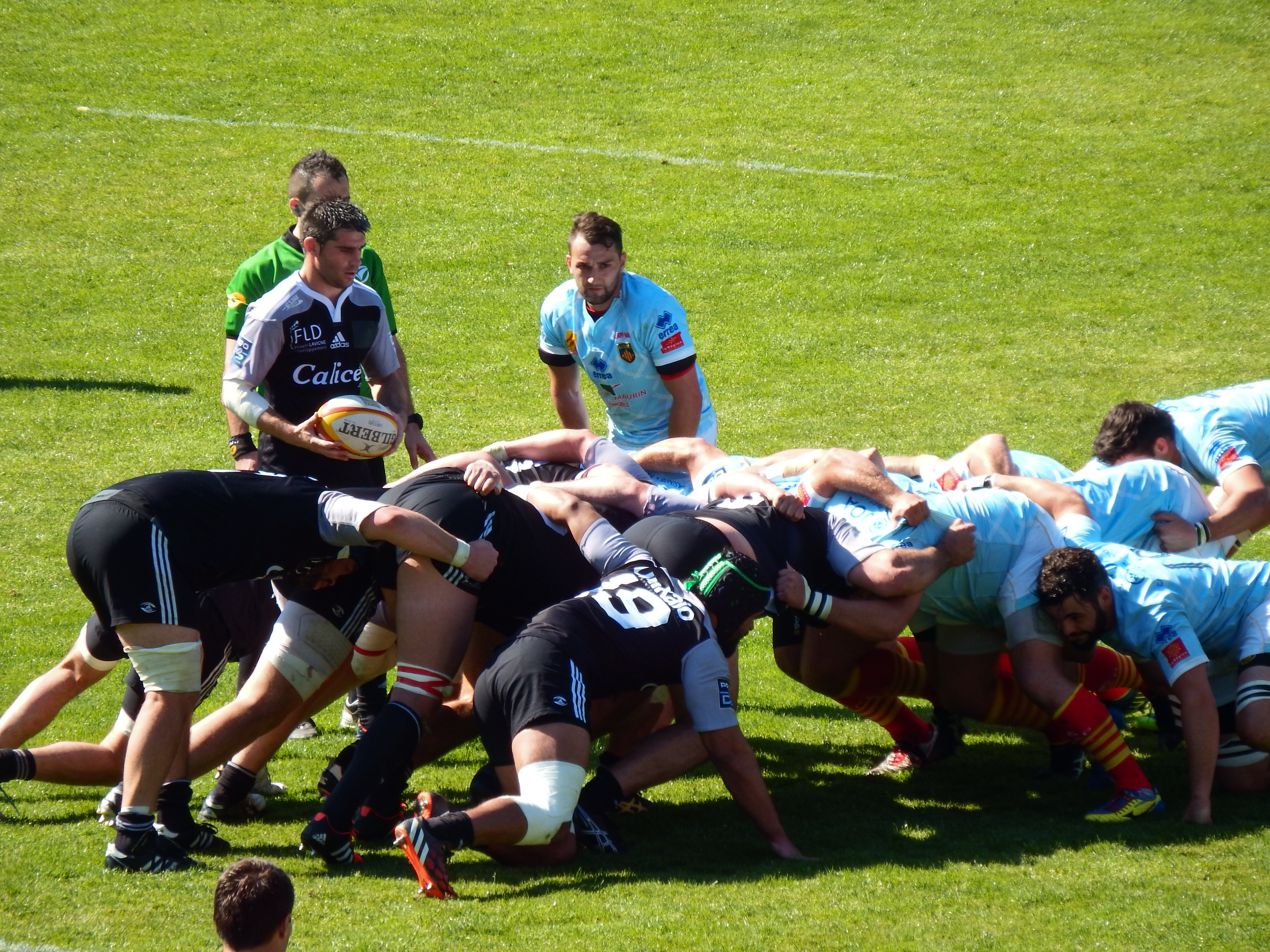
L'USAP évolue en Pro D2 à partir de la saison 2014-2015, ici à domicile contre l'US Dax.

La saison 2014-2015 de Pro D2 marque un renouvellement du club avec un grand nombre de départs, un staff à renouveler (avec les arrivées d'Alain Hyardet, Grégory Patat et François Gelez) et de nouveaux joueurs à intégrer. Malgré cela, après une troisième place à l'issue de la saison régulière, le club arrive en demi-finales des barrages d'accession en Top 14 mais échoue à domicile face au SU Agen (32 à 32, Agen qualifié au bénéfice des essais 4 à 2).
La saison suivante, le club repart en Pro D2 sans manager, Alain Hyardet ayant décidé de ne pas continuer, et doit faire face à une crise interne qui voit Philippe Benetton remplacer Grégory Patat au mois de décembre. Le club lutte toute la saison mais termine à la septième place de la saison régulière.
La saison 2016-2017 voit l'arrivée d'un nouveau manager général, Christian Lanta. Mais le premier bloc se termine avec une seule victoire pour quatre défaites (dont une à domicile). La défaite face à Vannes  entraîne le remplacement du duo d'entraîneurs par Patrick Arlettaz et Perry Freshwater. Malgré la mise en place d'un jeu plus offensif, le club échoue à la sixième place du classement et, pour la deuxième année consécutive, ne dispute pas les barrages d'accession en Top 14. Cette même saison, l'équipe Espoirs remporte le championnat de France au détriment du Castres olympique (18-6) ce qui vaut au club les félicitations du président du FC Barcelone, Josep Maria Bartomeu.

#### Champion de France de Pro D2 2018 et remontée en Top 14
Après une saison 2017-2018 entamée de façon sérieuse puis une fin d'automne plus difficile, l'USAP parvient à dépasser ses concurrents pour terminer le championnat régulier en tête à la faveur de deux victoires de près. L'équipe domine ensuite le Stade montois (28-8) en demi-finale puis le FC Grenoble (38-13) en finale, s'adjugeant ainsi le titre de champion de Pro D2 et décrochant l'accession directe au Top 14 pour la saison 2018-2019.

#### Second échelon du rugby (2019-2021)

##### Relégation en Pro D2 2019
Après une saison catastrophique avec seulement 2 victoires contre Montpellier et Grenoble en 26 matchs et une dernière place, le club redescend immédiatement en Pro D2.
La saison suivante, l'USAP est deuxième avant l’arrêt de championnat en raison de la pandémie de Covid-19.

#### Champion de France de Pro D2 2021

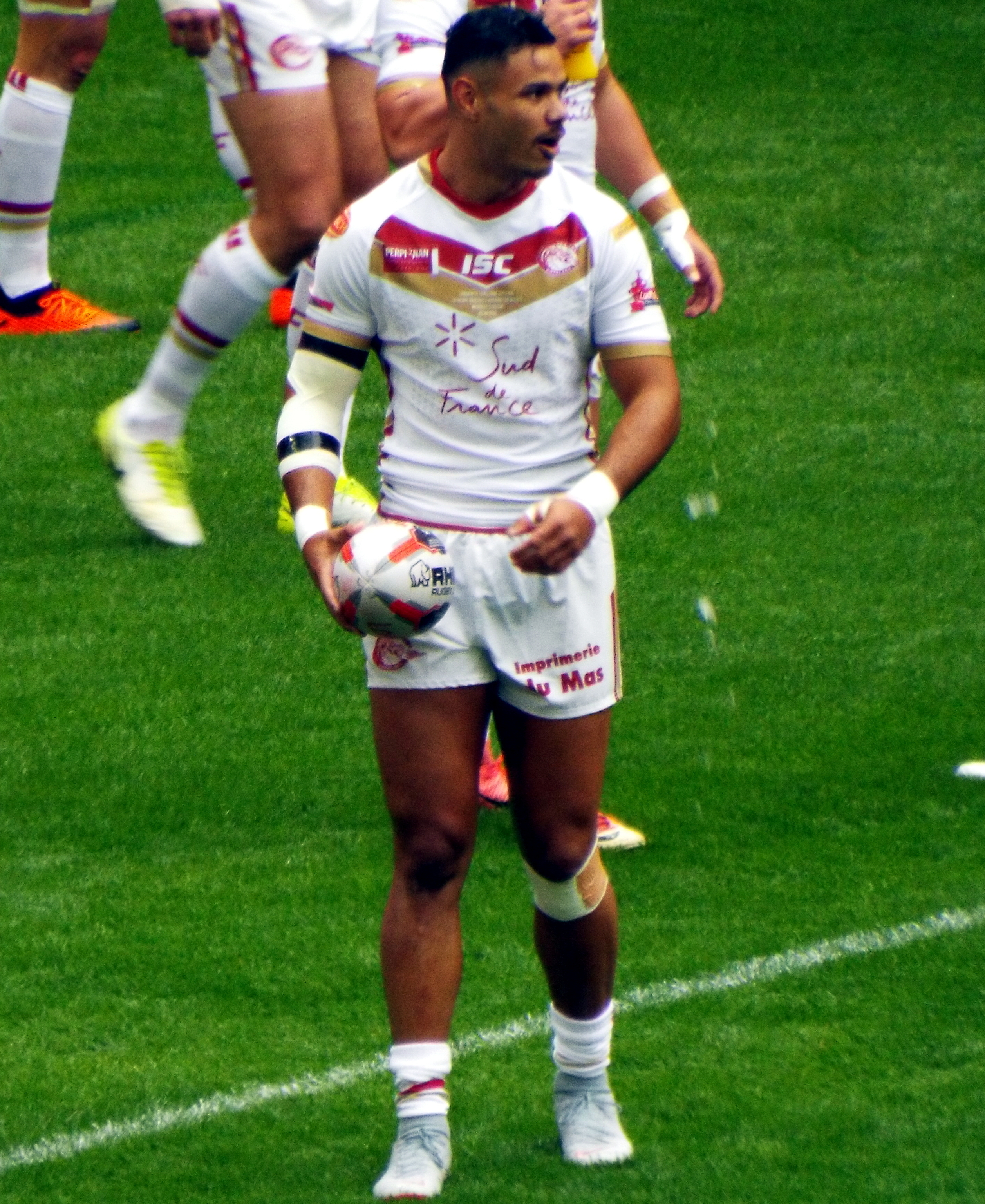
Brayden Wiliame l'ancien joueurs des Dragons Catalans en Super League rejoint l'USAP en Top 14.

L'USAP, leader de Pro D2, se qualifie en demi-finale contre Oyonnax rugby. Perpignan élimine Oyonnax (27-15) à Aimé-Giral et se qualifie, trois ans après son titre en 2018, pour sa deuxième finale du championnat de France de Pro D2. Perpignan gagne cette finale contre le Biarritz Olympique (33-14) et accède au Top 14 pour la saison 2021-2022.

#### Remontée en Top 14 (depuis 2021)
Pendant deux saisons, Perpignan lutte pour se maintenir avec Biarritz et Brive.
Malgré cinq échecs à Aimé-Giral contre Pau, Paris, Castres, Lyon et Montpellier, l'USAP remporte ensuite des matchs importants comme contre le Stade toulousain champion d'Europe et de France et en titre avec le bonus offensif.
Les arlequins finissent 13e du championnat malgré une dernière victoire contre l'Union Bordeaux Bègles.
L'USAP se maintient néanmoins en passant par le Barrage d'accession au Top 14 avec une victoire face au Stade montois (16-41) en 2022 puis avec une victoire contre le FC Grenoble (19-33) en 2023.
Pour la saison 2023-2024, l'USAP engage Franck Azéma comme manager pour remplacer Patrick Arlettaz et l'USAP se maintien dans l'élite en terminant finalement 10e du Top 14.
Lors de la saison 2024-2025, Perpignan termine 13e du championnat de France en position de barragiste. En Isère, au stade des Alpes, dans le barrage pour se maintenir en élite, le 14 juin 2025, Perpignan se maintien in extremis en Top 14 grâce à une courte victoire face au le FC Grenoble (13-11).

## Identité

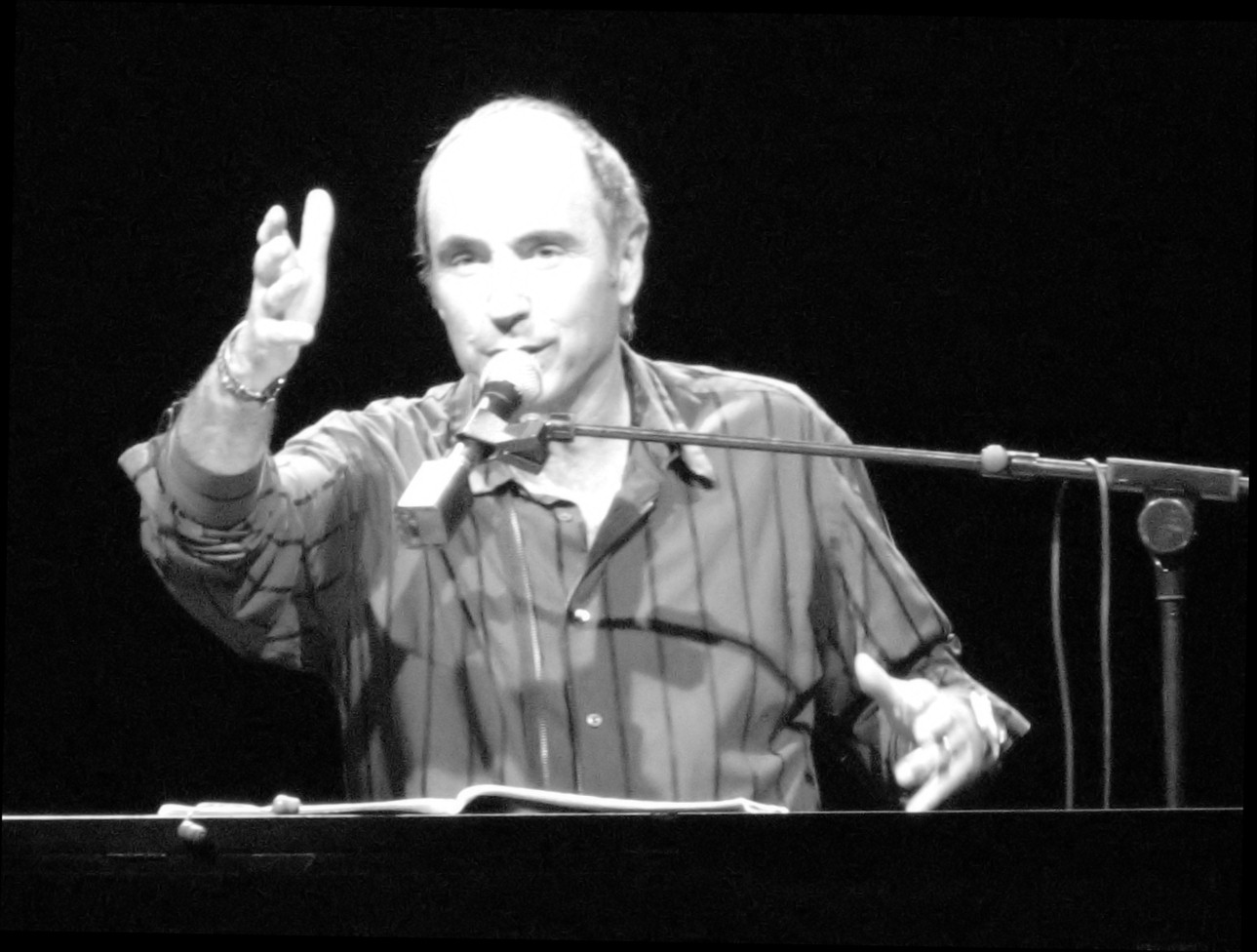
Lluís Llach, auteur de l’Estaca, hymne officieux de l'USAP.

Depuis la création officielle en 1933 de l'entité actuelle, l'USAP a changé plusieurs fois de nom. Initialement baptisé Union sportive Arlequins perpignanais, et ayant porté entre-temps le nom Union sportive athlétique Perpignan-Roussillon, il est renommé Union sportive Arlequins Perpignan-Roussillon en 1997.
Le club a durant son histoire changé les couleurs de ses maillots, abandonnant en 1997 le traditionnel bleu ciel pour le « sang et or » des armes de la Catalogne. C’est un indice de la forte identité catalane de plus en plus mise en avant depuis quelques années. La devise du club (en catalan) est Sempre endavant, ce qui signifie « Toujours en avant ». Son hymne officieux est l' Estaca, hymne catalan contre l'oppression franquiste composé en 1968 par Lluís Llach. Le club tente de développer le rugby de l’autre côté des Pyrénées. En 2004, il a ainsi lancé un partenariat avec le FC Barcelone, club omnisports extrêmement puissant, qui possède une section rugby. Il envisage régulièrement de disputer des rencontres à Barcelone à l’avenir.
Club "de feu", l’USAP n’a pas toujours brillé par la stabilité de ses dirigeants, surtout depuis l'avènement du professionnalisme dans le rugby (1995).
Marcel Dagrenat, homme d’affaires arrivé au club en 1996 en tant que manager et nommé président du conseil d'administration le 25 octobre 2000, a réussi à moderniser et consolider le club comme entité professionnelle capable de jouer les premiers rôles au niveau français comme européen. Il crée la holding USAP per sempre, principal actionnaire du club (environ 80 % des actions), dont il est le président et préside aussi la société anonyme sportive professionnelle du club.
Mais lassé des querelles intestines, notamment avec l’association qui gère le secteur amateur du club, et critiqué pour sa gestion vue parfois comme autocratique, il démissionne de son poste le 17 octobre 2006. Coup de théâtre un mois plus tard, le 23 novembre 2006, avec son équipe, ils reprennent les rênes de la holding USAP per sempre, grâce au vote de l'Amicale des Anciens de l'Usap qui ne détient que 1 % des actions de la holding (qui se sont avérées décisives). Marcel Dagrenat est notamment associé avec Jordi Pujol, fils de l'ancien président du gouvernement autonome de Catalogne.
En juillet 2007, un changement d'alliance au sein de la holding met en minorité le clan de Marcel Dagrenat qui est destitué le 13 juillet et est remplacé par Paul Goze qui est désigné président de la SASP USAP lors de l'assemblée générale du 6 août 2007.
En juin 2010, le nouveau président du FC Barcelone, Sandro Rosell, a affirmé son souhait d'un accord de partenariat entre le club barcelonais et l'USAP. Cet accord permit notamment l'implication du Barça dans l'organisation du quart de finale de Coupe d'Europe 2011 entre l'USAP et Toulon et disputé au stade Lluís Companys de Barcelone
Toutefois, l’identité catalane n’empêche pas l’USAP d’ouvrir largement ses portes avec l’avènement du professionnalisme puisqu'une dizaine de nationalités se côtoient actuellement au sein de l’effectif (voir ci-dessous l'effectif de la saison).

### Historique des couleurs

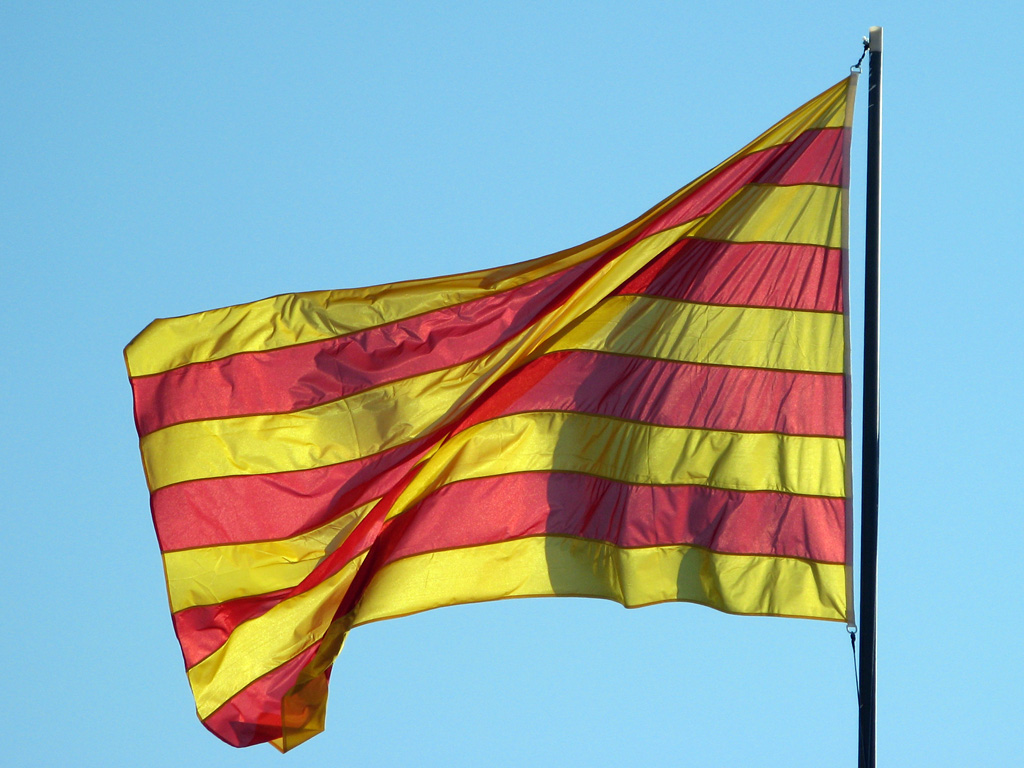
Le drapeau catalan ayant inspiré le maillot extérieur du club.

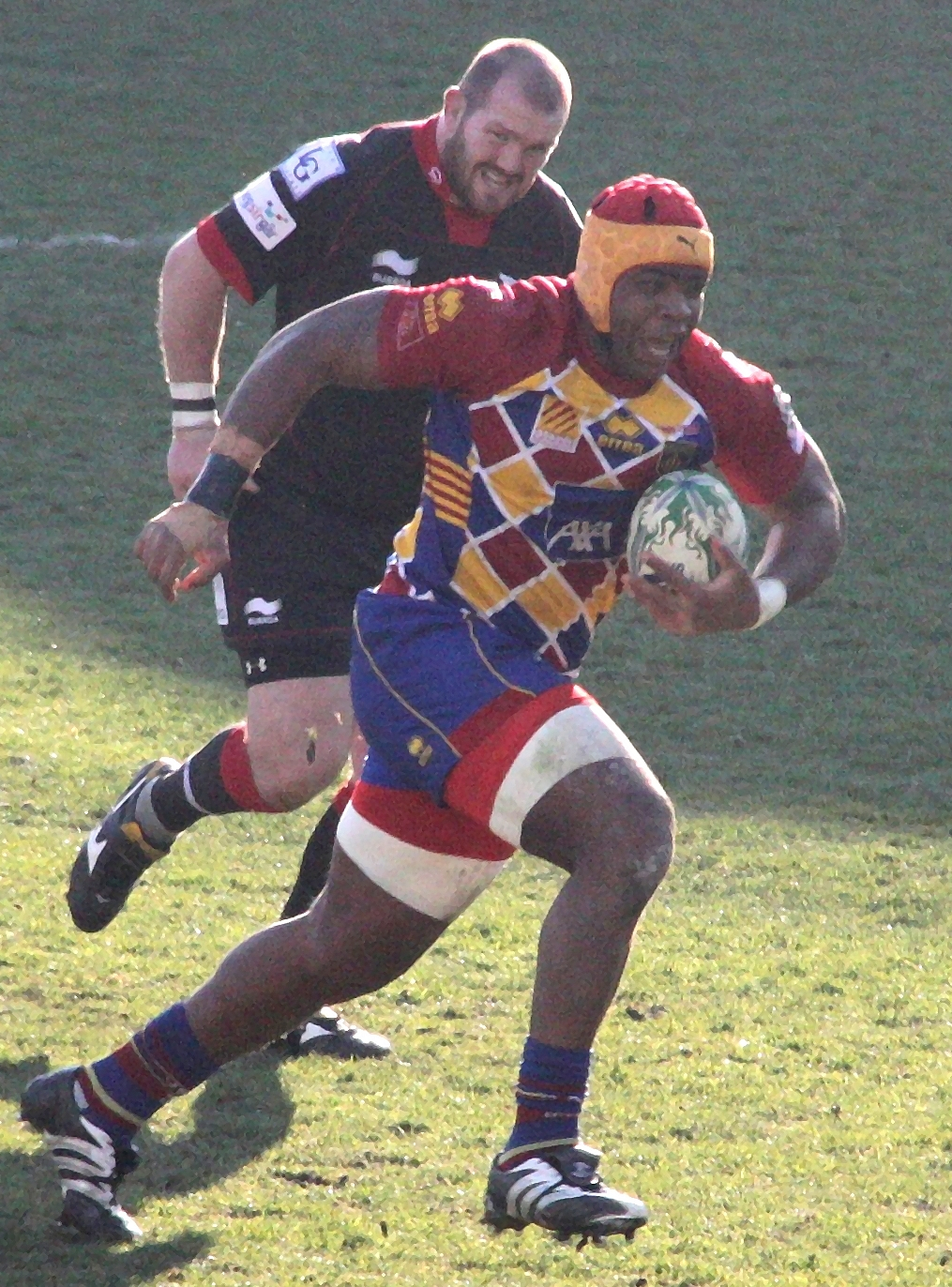
Robins Tchale-Watchou avec le maillot arlequin du club.

#### Couleurs historiques
Le club joue en maillot bleu horizon, culotte blanche et bas sang et or.
À la fin des années 1990, le maillot sang et or (à forte dominante rouge accompagné d'une culotte rouge et de bas sang et or) devient le maillot principal du club. Nous sommes rentrés dans l'ère du rugby professionnel et, pour des raisons commerciales, le club souhaite se tourner vers la très riche communauté autonome de Catalogne. Cependant, le maillot bleu horizon n'a pas été abandonné puisqu'à son arrivée le Président Paul Goze, s'inspirant de ce qui se fait dans d'autres clubs et dans d'autres sports, décide d'opter pour une tenue à domicile, la bleu horizon, et une tenue extérieure, le sang et or. Lors de la saison 2014-2015, l'usap fait occasionnellement appel dans les moments difficiles en signe de révolte au maillot sang et or, symbole des armes de la catalogne. Le système de couleurs des maillots va s'inverser au début de la saison 2015-2016, en effet, le maillot sang et or devient le maillot domicile et le bleu ciel (et également bleu marine pour la première fois) devient le maillot extérieur, on peut voir que pendant les matchs, l'utilisation quasi permanente du maillot sang et or fait revenir le club à l'ancien système de couleur où le maillot sang et or aux couleurs de la catalogne est donc considéré comme le maillot principal du club.

#### Maillotscoupe d'Europe
Pour la Heineken Cup, le maillot est souvent de couleurs plus fantaisistes, noir et jaune ou bleu marine selon les années. Si pour la saison

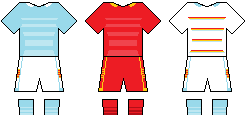
Les maillots de 2013-2014.

2008/2009 le club avait opté pour un maillot blaugrana, les couleurs du club de football du FC Barcelone, l'USAP a choisi d'innover pour la saison 2010/2011 en choisissant à maillot à losanges bleus, jaunes et grenats, un clin d'œil à l’appellation arlequin correspondant à la lettre "A" de "USAP". Pour la saison 2013-2014, et pour le retour en H-Cup du club catalan, un maillot blanc bordés de fines rayures sang et or fera son apparition.

#### Maillots collectors
Il est à noter que lors de la saison 2012-2013, le club qui célèbre alors ses 110 ans décide de mettre à l'honneur le maillot historique blanc avec un scapulaire bleu ciel de l'ASP (Association sportive perpignanaise) au cours d'un match à domicile contre Montpellier.
Lors de la troisième délocalisation au stade olympique de Montjuic à Barcelone de l'USAP, un maillot aux couleurs de la senyera, le drapeau catalan, avec quatre bandes verticales sang sur fond or est porté par les joueurs ressemblant fortement aux maillots portés par les clubs de football catalans comme le FC Barcelone. Sous le blason se trouve la nouvelle devise du club : "Com la nostra senyera sem de sang i or" (Comme notre drapeau, nous sommes en sang et or). L'USAP reportera ce même maillot en décembre 2014 lors de la réception du RC Narbonne (38 à 12) pour le premier derby de Pro D2.

### Hymnes
El Cant de l'USAP est le nouvel hymne du club de rugby de l'USAP. Cette chanson a été créée au cours de la saison 2007/2008. Il existe d'autres hymnes comme L'Estaca de Lluís Llach mais aussi la chanson "Els hi fotrem" de Jordi Barre diffusé à l’intérieur du stade à chaque essai de l'USAP. D'autres chansons ont pu, dans le passé, faire office d'hymne comme la chanson "Allez l'USAP" de Georges Olivères qui fut longtemps jouée au stade.

### Blason
Le blason de l'USAP est composé d'un écu bleu sur lequel se trouve un losange. Ce losange est composé de quatre barres sang sur fond or, le tout surmonté de l'inscription "USAP".
Le logo officiel de la section professionnelle est une variante du blason, l'écu bleu a disparu et sur le flanc inférieur droit du losange se trouve l'inscription "Perpignan 1902" rappelant l'année de fondation du club. Sur la partie inférieure, la devise Sempre Endavant figure parfois.

Évolution du logo
Ancien logo.
Logo actuel.

### Devise
Longtemps la devise du club a été Sempre Endavant (Toujours en avant) qui est en fait la version courte de la devise de la Catalogne  et de Notre Dame de la Réal qui est Sempre endavant, mai morirem (Toujours en avant, jamais nous ne mourrons). En 2014, le nouveau président du club François Rivière a fait connaître son intention d'adopter une nouvelle devise "Com la nostra senyera sem de sang i or" (Comme notre drapeau, nous sommes en sang et or) qu'il fait mettre sous le blason du maillot créé pour la troisième délocalisation de Barcelone et qu'il souhaite voir sur tous les maillots pour la saison 2014-2015.

### Mascotte

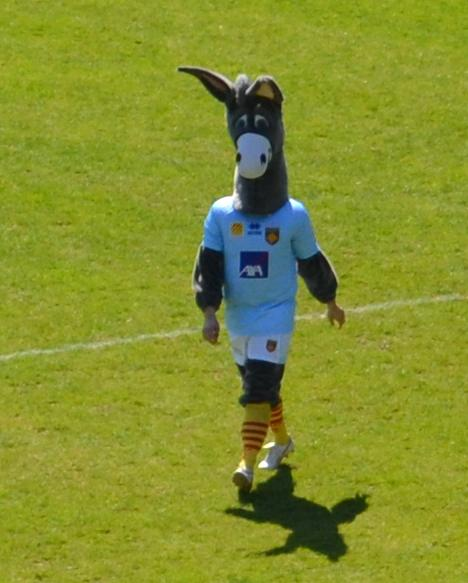
Cap de Burro avec le maillot bleu horizon.

Comme la plupart des clubs du Top 14, l'USAP dispose depuis la saison 2010-2011 de sa mascotte : il s'agit d'un âne dont le nom est Cap de burro (tête d'âne en catalan). En effet, depuis longtemps déjà, l'âne est le symbole choisi par les habitants des deux côtés de la Catalogne. Il représente l'intelligence face à la force du taureau espagnol. Le fait que l'espèce soit en voie d'extinction rappelle également la fragilité de la culture catalane face à la castillane.

## Structures

### Le stade

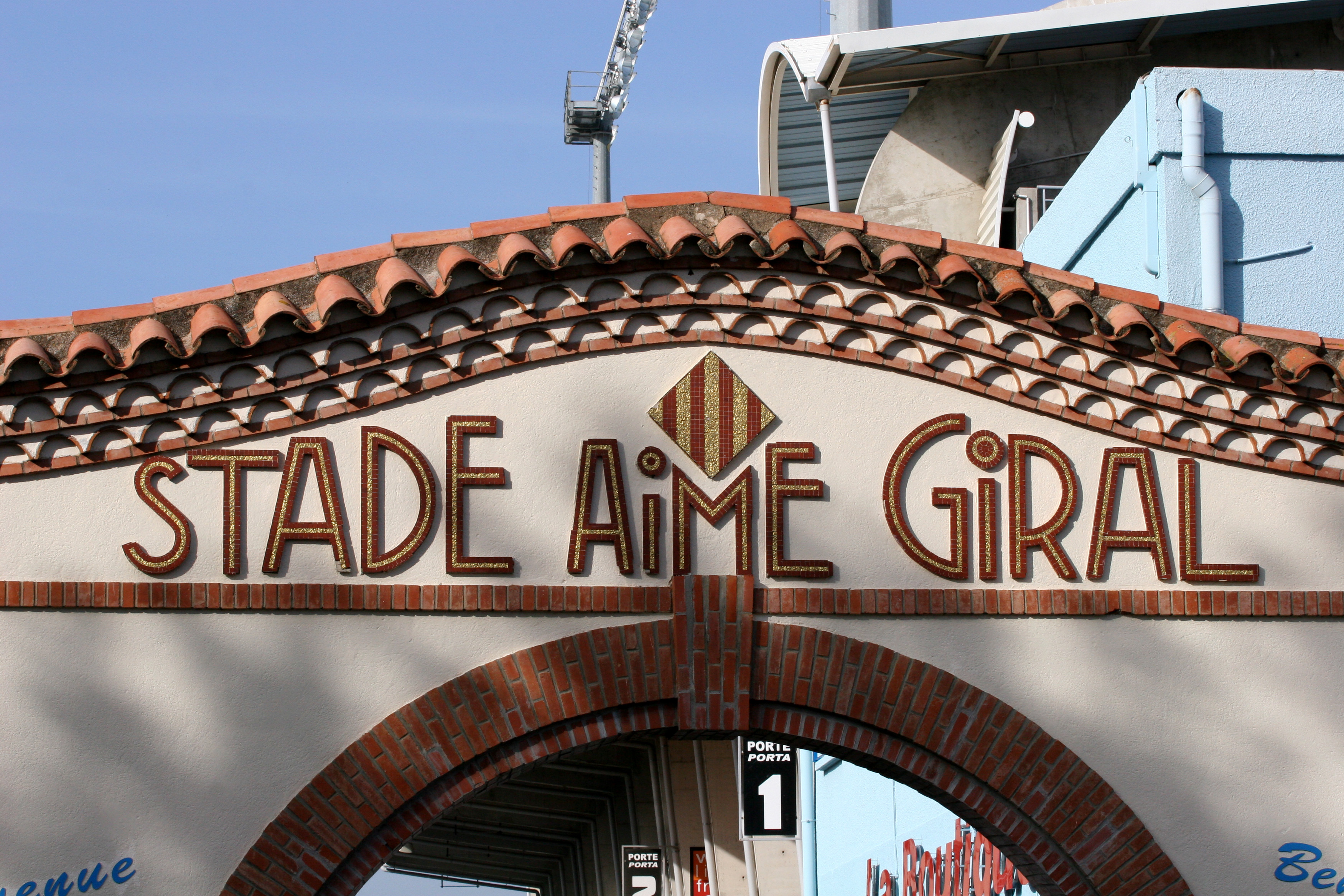
Le stade Aimé-Giral

L'USAP a d'abord joué au stade Jean-Laffon (du nom du vice-président de l'ASP tué lors de la Première Guerre mondiale) jusqu'au 13 octobre 1940 avant de déménager au stade Aimé-Giral (du nom du demi d'ouverture de l'ASP, champion de France en 1914 et tombé au combat en 1915, à l'âge de 19 ans).

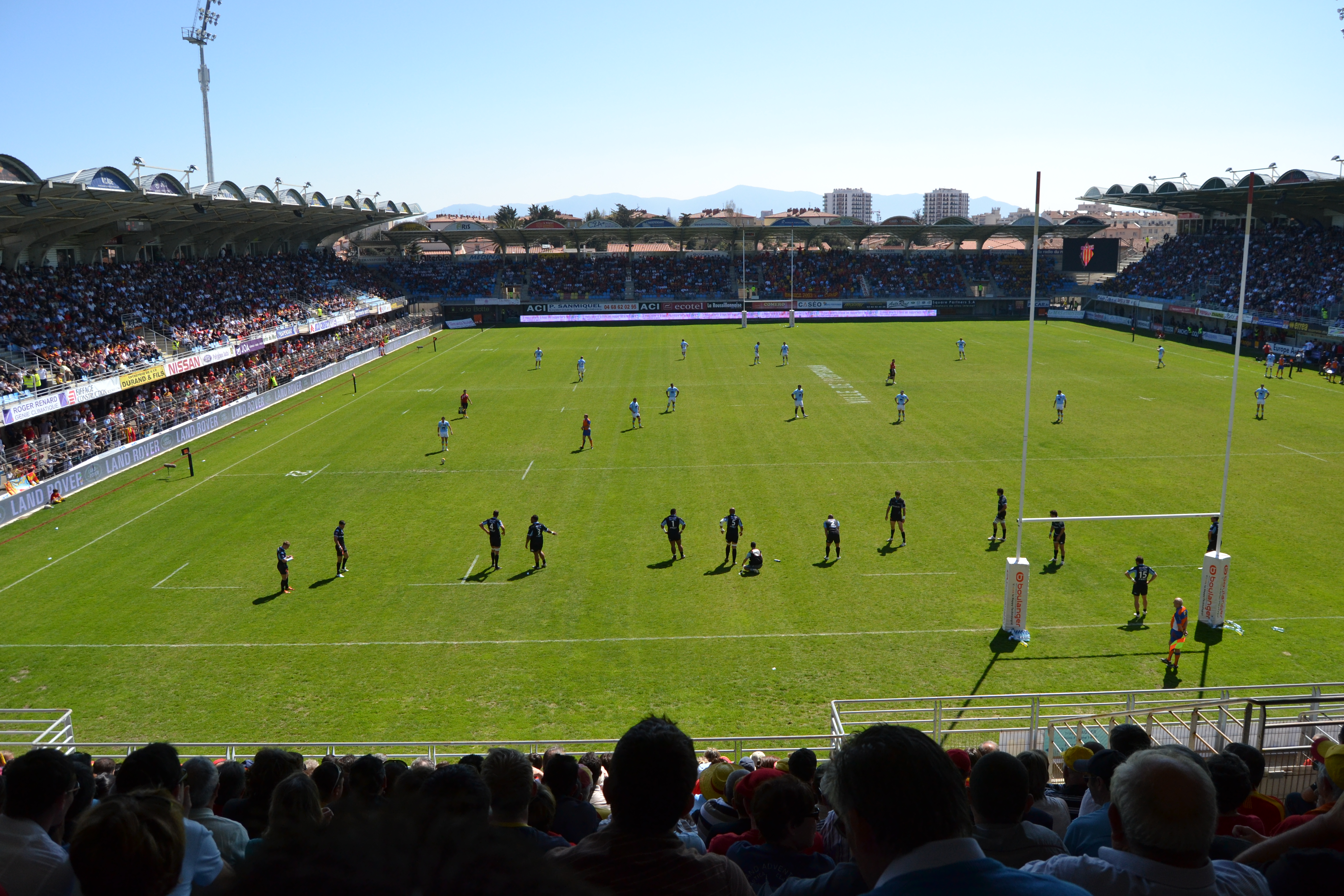
Le stade Aimé-Giral lors d'un match USAP-Castres olympique en 2012.

Dans l'enceinte du stade se trouve un monument aux morts dédié aux joueurs du club tombés lors de la Première Guerre mondiale.
Le stade a été entièrement rénové entre 1998 et 2008 avec la reconstruction de quatre tribunes couvertes :
- la tribune Desclaux en 1999 (3 353 places)
- la tribune Vaquer en 2001 (2 200 places)
- la tribune Chevalier en 2003 avec la création de loges (4 099 places)
- la tribune Goutta en 2008 (2 058 places)

D'autres travaux ont permis la fermeture des virages (2006) et la pose de deux écrans géants (2009).
En 2017, le club inaugure un mur des légendes (ou Legendària) où est inscrit le nom des joueurs ayant fait la légende du club (ainsi que le nom des supporters ayant acheté une brique à leur nom).

### Centre de formation
Créé en 2004 le centre de formation de l'USAP a été classé en catégorie 1 par la Fédération française de rugby et par la Ligue nationale de rugby ce qui en fait l'un des meilleurs centres de formation de France. Il est le socle du projet sportif commun entre le secteur associatif de l'USAP et le secteur professionnel.
Le centre de formation accompagne chaque saison les plus forts potentiels du club, entre 17 et 22 ans, dans la réussite de leur double projet, sportif et scolaire.
Le club sera champion de France en 2009 avec plusieurs joueurs issus des sections de jeunes (Jérôme Porical, David Marty, Farid Sid, Jean-Pierre Pérez, Olivier Olibeau, Nicolas Mas, Guilhem Guirado et David Mélé disputèrent la finale).
En 1997, 2005 et 2017, les espoirs sont sacrés champions de France et vice-champions en 2012.

## Aspects juridiques et économiques

### Statut juridique et légal
Avant l'année 1995, les instances qui dirigent le rugby, que ce soit l'International Rugby Board au niveau mondial ou la FFR au niveau national, prohibaient la pratique du rugby professionnel. Comme beaucoup de clubs de haut niveau l'USAP n'apparaissait que sous sa forme associative, contrairement pourtant à la loi du 16 juillet 1984 qui oblige les associations sportives ayant des activités commerciales et ou rémunérant des sportifs au-delà d'une certaine somme fixée par le Conseil d'État à adopter un statut de société commerciale. C'est ce qu'on appelait alors pudiquement le professionnalisme marron.
Le 1er juillet 1998, à la demande de la Ligue nationale de rugby, nouvelle entité chargée de gérer le rugby professionnel en France, tous les clubs de rugby professionnels changent de statut.
Le 20 juin 1998, l'USAP opte donc pour le statut de SAOS et est alors présidée par Jacques Rodor. La SAOS (Société Anonyme à Objet Sportif) ne permet ni la redistribution de dividendes ni la rémunération de ses dirigeants afin de préserver une certaine idée du sport.
Le 25 octobre 2000, l'assemblée générale décide de modifier le mode de direction de la société constituée d'un Conseil de surveillance et d'un directoire pour le remplacer par la formule d'un Conseil d'Administration dont Marcel Dagrenat sera désormais le nouveau président.
Les assemblées générales extraordinaires du 14 mars et du 10 juin 2002. décident la transformation du club en SASP, Société Anonyme Sportive Professionnelle. Tel statut permet théoriquement la redistribution des dividendes aux actionnaires et la rémunération des dirigeants, ce qui est susceptible d'attirer de nouveaux actionnaires. Précisons toutefois que cela ne sera pas fait par l'USAP.

### Organigramme
| Direction                                                                                   | Secteur professionnel |
| Président : François Rivière Vice-président : Luc Lacoste Directeur général : Bruno Rolland | Manager : Patrick Arlettaz Entraîneur principal : David Marty Entraîneurs des avants : Perry Freshwater et Guillaume Vilaceca Entraîneur de la défense : Gérard Bastide |

### Budget
Évolution du budget du club par saison :
| Saison    | 2000-2001 | 2001-2002 | 2002-2003 | 2003-2004 | 2004-2005 | 2005-2006 | 2006-2007 | 2007-2008 | 2008-2009 | 2009-2010 |
| Budget    | 4,14 M€   | 4,88 M€   | 5,6 M€    | 6,8 M€    | 8,2 M€    | 8,8 M€    | 9,5 M€    | 11,5 M€   | 12,0 M€   | 12,39 M€  |
| Variation | -         | + 39,13 % | + 14,79 % | + 21,43 % | + 20,59 % | + 7,32 %  | + 7,95 %  | + 21,05 % | + 4,35 %  | + 3,25 %  |

| Saison    | 2010-2011 | 2011-2012 | 2012-2013 | 2013-2014 | 2014-2015 | 2015-2016 | 2016-2017 | 2017-2018 | 2018-2019 | 2019-2020 |
| Budget    | 14,08 M€  | 15,3 M€   | 14,4 M€   | 14,953 M€ | 11,07 M€  | 10,52M€   | 9,45 M€   | 10,29 M€  | ~16 M€    | ~11 M€    |
| Variation | + 13,64 % | + 8,66 %  | - 5,88 %  | +3,84 %   | -25,97 %  | -4,97 %   | -10,17 %  | +8,89 %   | +55,49 %  | -31,25 %  |

| Saison    | 2020-2021 | 2021-2022 |
| Budget    | ~11 M€    | 17,4 M€   |
| Variation | =         | +58,18 %  |

### Sponsors et équipementiers
L'USA Perpignan ne s'appuie pas sur un mécène mais plutôt sur un tissu d'entreprises à dimension nationale ou régionale pour son financement. Au total, ce sont plus de 300 entreprises qui composent les partenaires de l'USAP.
Pour la saison 2012-2013 le sponsor maillot principal est la compagnie Aviva, sixième groupe d'assureur mondial dont le siège social est à Londres. Figurent également sur le maillot les logos du Groupe Joa, propriétaires de Casinos en France et proposant également des jeux en ligne et des paris sportifs et hippiques, du Groupe Maurin qui est le premier groupe français distribuant des marques importées (parmi lesquelles Nissan et Ford dont les logos apparaissent également sur les tenus des joueurs de l'USAP) et Veolia Environnement, leader mondial des services à l'environnement peut apparaître au niveau du short.
L'USAP peut s'appuyer également sur ses partenaires institutionnelles tels que la Mairie de Perpignan, le Conseil départemental des Pyrénées-Orientales et la Région Languedoc-Roussillon dont les logos sont aussi présent sur la tunique sang-et-or ou bleu horizon.
L'équipementier du club est la marque de vêtement de sport Adidas depuis la saison 2019-2020. Depuis l’avènement du professionnalisme l'USAP a eu plusieurs équipementiers parmi lesquels, Canterbury of New Zealand, la marque italienne Errea, la marque sportive allemande Puma, la marque britannique Gilbert, australienne Kooga, les spécialistes du rugby Cotton Oxford et Le Roc Sport.
| Période     | Sponsor                                 |
| ----------- | --------------------------------------- |
| 1999 - 2001 | Itinéris                                |
| 2001 - 2006 | Orange                                  |
| 2007 - 2009 | Pepsi Cola                              |
| 2009 - 2011 | AXA                                     |
| 2012 - 2014 | Aviva                                   |
| 2014 - 2022 | Groupe Maurin (Distribution automobile) |
| 2022 - 2024 | Zodiac (Équipements pour piscines)      |
| 2024 -      | Gosbi (Alimentation pour animaux)       |

### Partenariat avec le FC Barcelone

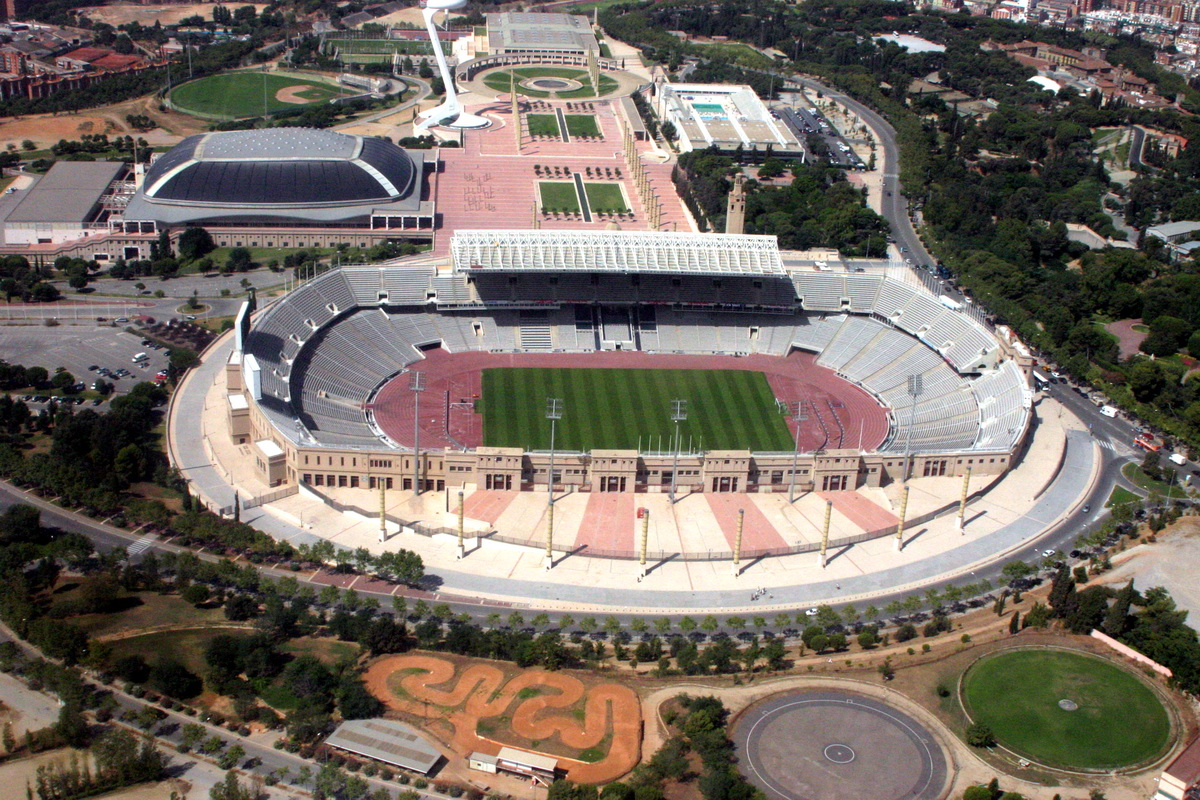
Le stade olympique de Montjuic où l'USAP délocalisa pour la première fois un match de Heineken Cup.

L'histoire raconte que le 16 mai 1998 des hauts dirigeants du Barça auraient été époustouflés par les images de la première finale du championnat organisée au stade de France entre l'USAP et le Stade français. Malgré l'échec sportif, les tribunes entièrement aux couleurs catalanes « sang-et-or » impactèrent les responsables du club de football barcelonais.
Lors d'une conférence de presse, Paul Goze et Sandro Rosell, présidents respectifs de l'USAP et du FC Barcelone, accompagnés de Ramon Cierco, président des sections non professionnelles du Barça et de Ignasi Planas, président de la Fédération Catalane de Rugby ont officialisé un partenariat entre les deux clubs. Ce partenariat comprend notamment la délocalisation d'un match (si possible de façon annuelle) au stade olympique de Montjuic de Barcelone. Autour de ce match une série d'évènements est organisée sous le nom de la Festa del rugbi català. Le premier match organisé au stade olympique de Montjuic eut lieu le 9 avril 2011 lors d'un quart-de-finale de Coupe d'Europe entre l'USAP et le RC Toulon. L'USAP remporta son quart-de-finale sur le score de 29 à 25. Le match se joua devant 55 000 spectateurs et fut largement relayé par les médias barcelonais et espagnols. Un site Internet commun aux deux clubs a été mis en place pour immortaliser l'évènement.

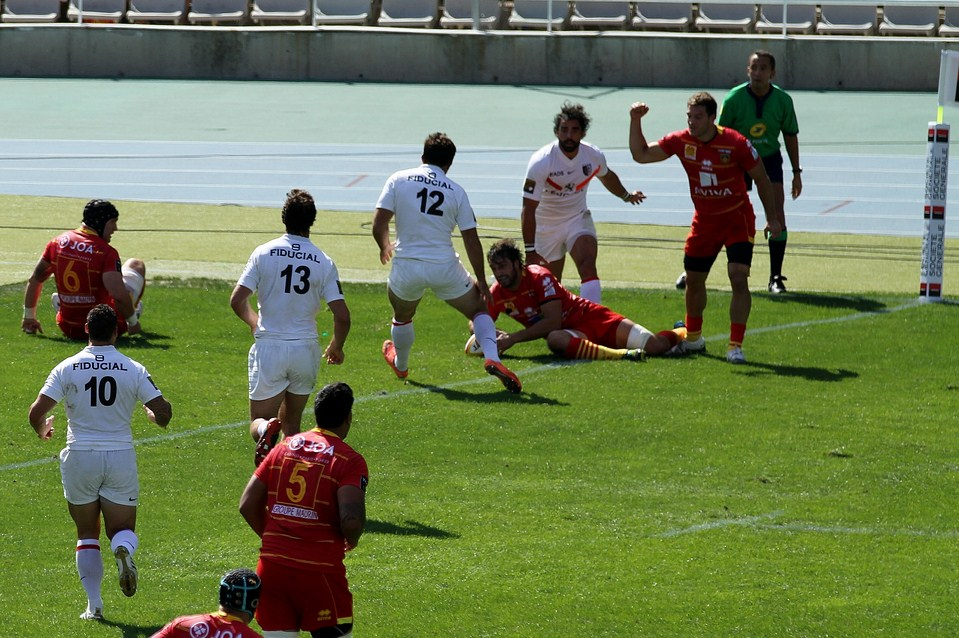
Essai de l'USAP face au Stade toulousain au stade olympique de Montjuic de Barcelone.

Une seconde Festa del rugbi català est organisée lors de la cinquième journée de la saison 2012-2013 de Top 14 à l'occasion de la réception du Stade toulousain, le 15 septembre 2012. Le FC Barcelone est chargé de la promotion de l'événement sur la capitale catalane, cette promotion est assurée notamment par l'intermédiaire de clips publicitaires sur les réseaux sociaux. Le 4 septembre, Paul Goze, président de l'USAP, Sandro Rosell, président du FC Barcelone et Santi Vila, maire de Figueres, annoncent lors d'une conférence de presse que 40 % des bénéfices de ce match seront reversés aux sinistrés des incendies qui ont violemment touché la région frontalière de l'Empordà lors de l'été 2012. Cette deuxième fête du rugby catalan est donc lancée sous le slogan Tots per l'Empordà (Tous pour l'Empordà). La délocalisation au Stade olympique de Montjuic est une réussite sportive, l'USAP bat le club quadruple champion d'Europe et champion de France en titre sur le score de 34 à 20, empochant au passage un point de bonus offensif pour avoir marqué trois essais de plus que son adversaire du jour. Toutefois, le succès populaire autour de ce deuxième match est beaucoup plus mitigé que la première délocalisation : seulement 22 747 spectateurs assistent à la victoire du club catalan sur son rival toulousain. Les dirigeants de l'USAP ne manqueront pas de rappeler que le même match à Perpignan n'aurait pu se jouer devant plus des 15 000 spectateurs que peut accueillir le stade Aimé-Giral. Cependant, le succès n'a rien à voir avec l'élan populaire qui a eu lieu lors de la première Festa del rugbi català qui avait réussi à faire venir 55 000 spectateurs et à remplir le stade olympique du Montjuic.
Au-delà de cette délocalisation l'idée est de permettre au club perpignanais de s'assurer une certaine notoriété en Catalogne afin d'attirer d'éventuels investisseurs catalans, ce qui lui permettrait de pouvoir se maintenir au plus haut niveau et de pouvoir rivaliser financièrement avec les autres grands clubs du Top 14 Orange.
Par ailleurs, l'USAP s'engage à apporter son savoir-faire sportif au service de la section rugby du FC Barcelone. Grâce aux différents accords passés avec les clubs de rugby de Catalogne, deux joueurs ont déjà intégré le centre de formation de l'USAP. L'idée est de pouvoir à terme incorporer ces joueurs dans l'effectif professionnel du club.

## Palmarès

### Détail du palmarès
Le tableau suivant récapitule les performances du club :
- titres de champion et finales ainsi que les meilleures performances dans les compétitions.

| Compétitions nationales | Compétitions internationales | Compétitions nationales disparues |
| --- | --- | --- |
| Championnat de France de première division - Champion (4) : 1938, 1944, 1955 et 2009 - Vice-champion (7) : 1935, 1939, 1952, 1977, 1998, 2004 et 2010 Championnat de France de deuxième division - Champion (2) : 2018 et 2021 Barrage d'accession au Top 14 - Vainqueur (3) : 2022, 2023 et 2025 | Coupe d'Europe - Finaliste (1) : 2003 Challenge européen - Meilleure performance : demi-finaliste en 2013 | Challenge Yves du Manoir - Vainqueur (3) : 1935, 1955 et 1994 - Finaliste (5) : 1936, 1937, 1938, 1956 et 1965 Challenge Antoine Béguère - Vainqueur (1) : 1988 - Finaliste : (2) 1967 et 1982 Challenge Paul Roca - Vainqueur (1) : 1953                                                                             |
| Compétitions réserves et espoirs | Compétitions juniors Frantz Reichel | Autres catégories juniors |
| Championnat de France Espoirs - Champion (3) : 1997, 2005 et 2017 - Vice-champion (2) : 2012 et 2021 Championnat de France Nationale B - Champion (1) : 1985 - Vice-champion (2) : 1981 et 1992 Championnat de France Équipe 2 - Vice-champion (4) : 1937, 1938, 1968 et 1978                     | Coupe Frantz Reichel - Vainqueur (10) : 1937, 1938, 1943, 1947, 1955, 1956, 1972, 1973, 1992 et 2005 - Finaliste (3) : 1948, 1969 et 2010 Challenge des Provinces - Vainqueur (2) : 1989 et 1990                                   | Championnat de France Crabos - Champion (9) : 1953, 1954, 1959, 1962, 1967, 1969, 1972, 1988 et 2002 - Vice-champion (10) : 1952, 1955, 1956, 1958, 1960, 1963, 1966, 1987, 1989 et 2005 Championnat de France Balandrade - Champion (2) : 1985 et 1986 Challenge des Provinces Crabos - Vainqueur (2) : 1996 et 1997 |
| Compétitions cadets | Compétitions Minimes | Autres titres |
| Championnat de France - Champion (5) : 1987, 1995, 1998, 2005 et 2006 Coupe Jules Coulon - Vainqueur (3) : 1962, 1987 et 1999 Challenge Pierre Gaudermen - Vainqueur (4) : 1970, 1998, 1999, 2006 et 2024                                                                                         | Superchallenge de France - Vainqueur (7) : 1990, 1991, 1994, 1996, 1999, 2000 et 2011 Coupe Henri Dasté - Vainqueur (5) : 2005, 2006, 2009, 2010 et 2011 Coupe UFOLEP - Vainqueur (7) : 1978, 1989, 1991, 1995, 1996, 1997 et 1999 | Challenge du club complet - Vainqueur (8) : 1938, 1952, 1953, 1955, 1956, 1969, 1972 et 1998 Challenge Yves du Manoir des écoles de rugby - Vainqueur (1) : 2004 |

### Finales disputés
On accède à l'article qui traite d'une saison particulière en cliquant sur le score de la finale.
| Date de la finale | Vainqueur             | Score    | Finaliste             | Lieu de la finale                 | Spectateurs |
| ----------------- | --------------------- | -------- | --------------------- | --------------------------------- | ----------- |
| 12 mai 1935       | Biarritz olympique    | 3 - 0    | USA Perpignan         | Stade des Ponts Jumeaux, Toulouse | 23 000      |
| 8 mai 1938        | USA Perpignan         | 11 - 6   | Biarritz olympique    | Stade des Ponts Jumeaux, Toulouse | 24 600      |
| 30 avril 1939     | Biarritz olympique    | 6 - 0 ap | USA Perpignan         | Stade des Ponts Jumeaux, Toulouse | 23 000      |
| 26 mars 1944      | USA Perpignan         | 20 - 5   | Aviron bayonnais      | Parc des Princes, Paris           | 35 000      |
| 4 mai 1952        | FC Lourdes            | 20 - 11  | USA Perpignan         | Stadium Municipal, Toulouse       | 32 500      |
| 22 mai 1955       | USA Perpignan         | 11 - 6   | FC Lourdes            | Parc Lescure, Bordeaux            | 39 764      |
| 29 mai 1977       | AS Béziers            | 12 - 4   | USA Perpignan         | Parc des Princes, Paris           | 41 821      |
| 16 mai 1998       | Stade français        | 34 - 7   | USA Perpignan         | Stade de France, Saint-Denis      | 78 000      |
| 26 juin 2004      | Stade français        | 38 - 20  | USA Perpignan         | Stade de France, Saint-Denis      | 79 722      |
| 6 juin 2009       | USA Perpignan         | 22 - 13  | ASM Clermont Auvergne | Stade de France, Saint-Denis      | 79 205      |
| 29 mai 2010       | ASM Clermont Auvergne | 19 - 6   | USA Perpignan         | Stade de France, Saint-Denis      | 79 800      |

| Date de la finale | Vainqueur     | Score   | Finaliste          | Lieu de la finale             | Spectateurs |
| ----------------- | ------------- | ------- | ------------------ | ----------------------------- | ----------- |
| 6 mai 2018        | USA Perpignan | 38 - 13 | FC Grenoble        | Stade Ernest-Wallon, Toulouse | 18 700      |
| 5 juin 2021       | USA Perpignan | 33 - 14 | Biarritz olympique | GGL Stadium, Montpellier      | 1000        |

| Date de la finale | Vainqueur     | Score   | Finaliste     | Lieu de la finale                           | Spectateurs |
| ----------------- | ------------- | ------- | ------------- | ------------------------------------------- | ----------- |
| 12 juin 2022      | USA Perpignan | 41 - 16 | Stade montois | Stade André-et-Guy-Boniface, Mont-de-Marsan |             |
| 3 juin 2023       | USA Perpignan | 33 - 19 | FC Grenoble   | Stade des Alpes, Grenoble                   | 19 662      |
| 14 juin 2025      | USA Perpignan | 13 - 11 | FC Grenoble   | Stade des Alpes, Grenoble                   | 19 695      |

| Date de la finale | Vainqueur          | Score   | Finaliste             | Lieu de la finale                 | Spectateurs |
| ----------------- | ------------------ | ------- | --------------------- | --------------------------------- | ----------- |
| 7 avril 1935      | USA Perpignan      | 6 - 0   | AS Montferrandaise    | Stade des Ponts Jumeaux, Toulouse |             |
| 8 mars 1936       | Aviron bayonnais   | 9 - 3   | USA Perpignan         | Stade des Ponts Jumeaux, Toulouse |             |
| 25 avril 1937     | Biarritz olympique | 3 - 0   | USA Perpignan         | Stade des Ponts Jumeaux, Toulouse |             |
| 8 mars 1938       | AS Montferrandaise | 23 - 10 | USA Perpignan         | Toulon                            |             |
| 29 mai 1955       | USA Perpignan      | 22 - 11 | SC Mazamet            | Stade des Ponts Jumeaux, Toulouse |             |
| 9 juin 1956       | FC Lourdes         | 3 - 0   | USA Perpignan         | Parc des Princes, Paris           |             |
| 29 mai 1965       | US Cognac          | 5 - 3   | USA Perpignan         | Parc des Princes, Paris           |             |
| 4 juin 1994       | USA Perpignan      | 18 - 3  | ASM Clermont Auvergne | Stade Maurice-Boyau, Dax          |             |

| Date de la finale | Vainqueur        | Score   | Finaliste     | Lieu de la finale      | Spectateurs |
| ----------------- | ---------------- | ------- | ------------- | ---------------------- | ----------- |
| 24 mai 2003       | Stade toulousain | 22 - 17 | USA Perpignan | Lansdowne Road, Dublin | 28 600      |

## Personnalités du club

### Effectif 2025-2026
| Nom                      | Naissance          | Nationalité sportive | Sélections (points) | Dernier club           | Arrivée au club (année) |
| Talonneurs               | Talonneurs         | Talonneurs           | Talonneurs          | Talonneurs             | Talonneurs              |
| ------------------------ | ------------------ | -------------------- | ------------------- | ---------------------- | ----------------------- |
| Seilala Lam              | 18 février 1989    | Samoa                | 30 (20)             | USON Nevers            | 2017                    |
| Mathys Lotrian           | 18 février 2004    | France               | -                   | Formé au club          | 2025                    |
| Sama Malolo              | 19 février 1998    | Samoa                | 13 (20)             | Moana Pasifika         | 2025                    |
| Victor Montgaillard      | 16 juillet 2002    | France               | -                   | Formé au club          | 2021                    |
| Ignacio Ruiz             | 3 janvier 2001     | Argentine            | 19 (15)             | London Irish           | 2023                    |
| Piliers                  |                    |                      |                     |                        |                         |
| Joan Barcenilla          | 5 juillet 2006     | Espagne              | -                   | Formé au club          | 2024                    |
| Giorgi Beria             | 11 novembre 1999   | France               | 1 (0)               | ASM Clermont           | 2024                    |
| Lorencio Boyer Gallardo  | 23 septembre 2005  | France               | -                   | Formé au club          | 2024                    |
| Kieran Brookes           | 29 août 1990       | Angleterre           | 16 (0)              | RC Toulon              | 2024                    |
| Pietro Ceccarelli        | 16 février 1992    | Italie               | 34 (0)              | CA Brive               | 2023                    |
| Bruce Devaux             | 14 novembre 1996   | France               | -                   | RC Toulon              | 2024                    |
| Akato Fakatika           | 31 janvier 2001    | France               | -                   | Formé au club          | 2020                    |
| Nemo Roelofse            | 6 juin 1995        | Afrique du Sud       | -                   | Stade français Paris   | 2023                    |
| Giorgi Tetrashvili       | 31 août 1993       | Géorgie              | 14 (0)              | SU Agen                | 2021                    |
| Deuxièmes lignes         |                    |                      |                     |                        |                         |
| Bastien Chinarro         | 23 janvier 2004    | France               | -                   | Formé au club          | 2023                    |
| Mathieu Tanguy           | 5 juin 1996        | France               | -                   | RC Toulon              | 2023                    |
| Posolo Tuilagi           | 28 juillet 2004    | France               | 5 (0)               | Formé au club          | 2022                    |
| Adrien Warion            | 7 janvier 2001     | France               | -                   | RC Toulon              | 2024                    |
| Troisièmes lignes aile   |                    |                      |                     |                        |                         |
| Noé Della Schiava        | 28 février 2002    | France               | -                   | Stade rochelais        | 2024                    |
| Mahamadou Diaby          | 15 août 1990       | France               | -                   | Union Bordeaux Bègles  | 2025                    |
| Mattéo Le Corvec         | 4 janvier 2001     | France               | -                   | RC Toulon              | 2025                    |
| Jamie Ritchie            | 16 août 1996       | Écosse               | 60 (5)              | Édimbourg Rugby        | 2025                    |
| Patrick Sobela           | 12 août 1992       | France               | -                   | Lyon OU                | 2023                    |
| Jacobus van Tonder       | 3 mars 1998        | France               | 2 (0)               | ASM Clermont           | 2023                    |
| Peceli Yato              | 17 janvier 1993    | Fidji                | 22 (35)             | ASM Clermont Auvergne  | 2025                    |
| Troisièmes lignes centre |                    |                      |                     |                        |                         |
| Andro Dvali              | 10 juillet 2005    | Géorgie              | -                   | Lelo Saracens Tbilissi | 2024                    |
| Joaquín Oviedo           | 17 juillet 2001    | Argentine            | 15 (20)             | Jaguares               | 2021                    |
| Lucas Velarte            | 24 octobre 1998    | France               | -                   | Formé au club          | 2019                    |
| Demis de mêlée           |                    |                      |                     |                        |                         |
| Gela Aprasidze           | 14 janvier 1998    | Géorgie              | 60 (47)             | Aviron bayonnais       | 2024                    |
| Tom Ecochard             | 14 décembre 1992   | France               | -                   | Formé au club          | 2012                    |
| James Hall               | 2 janvier 1996     | Afrique du Sud       | -                   | Racing 92              | 2024                    |
| Demis d'ouverture        |                    |                      |                     |                        |                         |
| Antoine Aucagne          | 11 avril 2000      | France               | -                   | Stade aurillacois      | 2024                    |
| Gabin Kretchmann         | 15 mars 2006       | France               | -                   | Formé au club          | 2024                    |
| Jake McIntyre            | 28 avril 1994      | Australie            | -                   | Western Force          | 2022                    |
| Tristan Tedder           | 17 avril 1996      | Afrique du Sud       | -                   | Racing 92              | 2025                    |
| Centres                  |                    |                      |                     |                        |                         |
| Eneriko Buliruarua       | 23 janvier 1997    | Fidji                | 3 (0)               | Aviron bayonnais       | 2024                    |
| Jerónimo de la Fuente    | 24 février 1991    | Argentine            | 80 (70)             | Jaguares               | 2020                    |
| Alivereti Duguivalu      | 21 juillet 1997    | Fidji                | -                   | Formé au club          | 2018                    |
| Duncan Paia'aua          | 29 janvier 1990    | Samoa                | 13 (43)             | RC Toulon              | 2025                    |
| Job Poulet               | 30 avril 2003      | France               | -                   | Formé au club          | 2024                    |
| Ailiers                  |                    |                      |                     |                        |                         |
| Lucas Dubois             | 9 juin 1998        | France               | -                   | Formé au club          | 2019                    |
| Théo Forner              | 17 octobre 2001    | France               | à sept              | Formé au club          | 2022                    |
| Maxim Granell            | 26 juillet 2005    | France               | à sept              | Formé au club          | 2024                    |
| Jefferson-Lee Joseph     | 29 août 2002       | France               | à sept              | SU Agen                | 2024                    |
| Setareki Toganiydrava    | 27 novembre 2003   | Fidji                | -                   | Nadroga Stallions      | 2024                    |
| Tavite Veredamu          | 1er septembre 1989 | France               | à sept              | Lyon OU                | 2023                    |
| Arrières                 |                    |                      |                     |                        |                         |
| Tommaso Allan            | 26 avril 1993      | Italie               | 86 (552)            | Harlequins             | 2023                    |

### Présidents

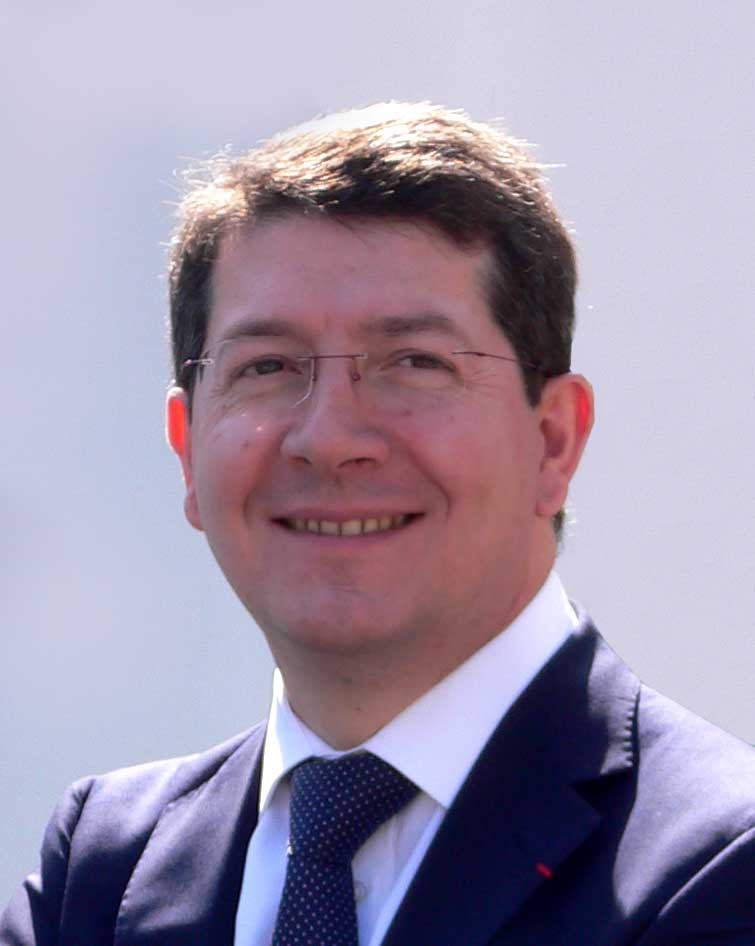
François Rivière est le président de l'USAP depuis août 2013.

L'actuel président de la SASP (secteur professionnel) de l'USAP est François Rivière qui a remplacé, le 12 août 2013, Daniel Besson. Dans un article publié par l'Equipe.fr , il est indiqué qu'il va investir un peu plus d'un million d'euros afin de faire passer le budget annuel du club à 16M d'euros et qu'il en devient l'actionnaire majoritaire avec 68 % des parts.
Daniel Besson avait remplacé, le 23 novembre 2012, Paul Goze, démissionnaire du poste après son élection à la présidence de la Ligue nationale de rugby.
Le 14 juillet 2007, Paul Goze, dont le mandat fut marqué par l’obtention du septième titre de champion de France du club en 2009, 54 ans après le précédent (1955), avait été choisi par les actionnaires majoritaires du club pour prendre la suite de Marcel Dagrenat.
Marcel Dagrenat, issu du milieu de la grande distribution et gérant de plusieurs hypermarchés, a, lui, exercé cette fonction à partir du mois de février 2000, succédant ainsi à Marc Bournazeau. Marcel Dagrenat prit la direction de la SASP au moment du changement de statut en 2002. Il permit à l'USAP de passer le cap du professionnalisme, en changeant le statut du club, en agrandissant considérablement et en modernisant le stade Aimé-Giral, en faisant venir de nouveaux partenaires de Catalogne. Par ailleurs, c'est sous son investiture que le club ouvrit une boutique officielle. Son passage fut également marqué par l'arrivée de nouvelles stars venant notamment de l'hémisphère sud.

### Entraîneurs
| Nom                | Poste                | Nationalité sportive |
| ------------------ | -------------------- | -------------------- |
| Franck Azéma       | Manager général      | France               |
| David Marty        | Entraîneur principal | France               |
| Perry Freshwater   | Entraîneur (avants)  | Angleterre           |
| Guillaume Vilaceca | Entraîneur (avants)  | France               |
| Gérald Bastide     | Entraîneur (défense) | France               |

### Joueurs emblématiques et internationaux

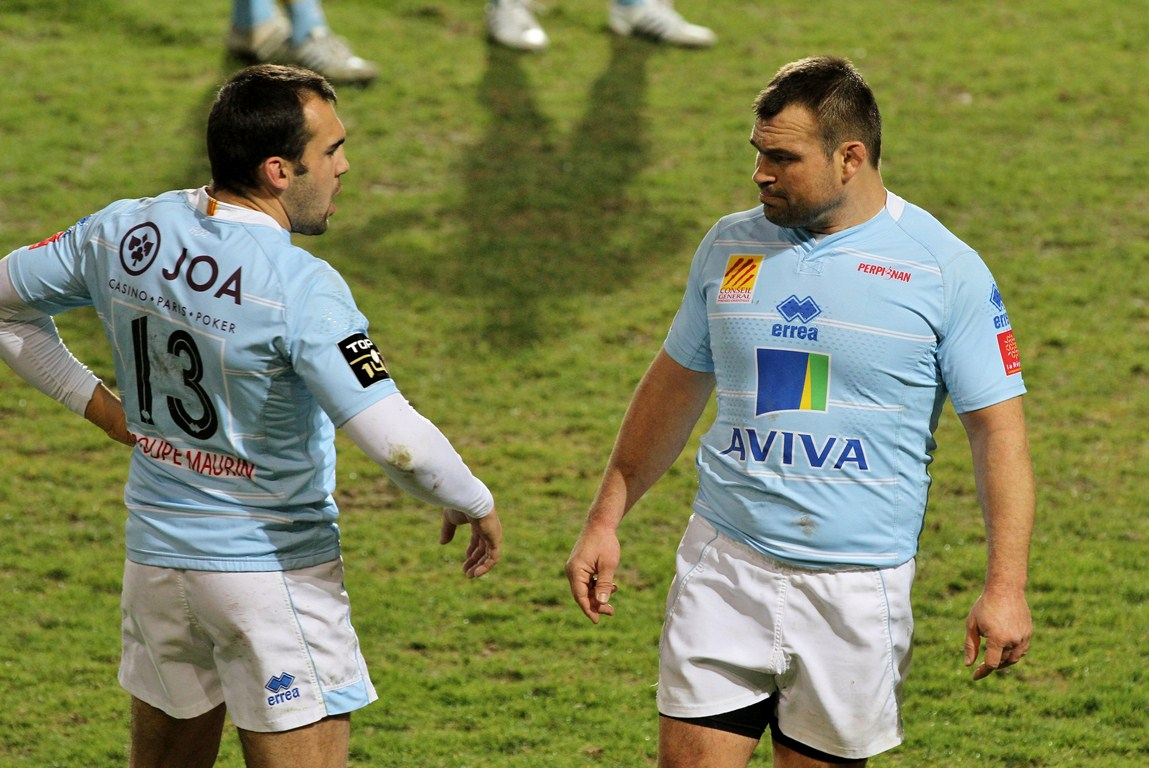
Nicolas Mas ancien international Français capitaine de l'usap et du XV de France en discussion avec David Marty ancien international Français, deux grands joueurs formés à l'USAP.

#### Les internationaux de l'USAP

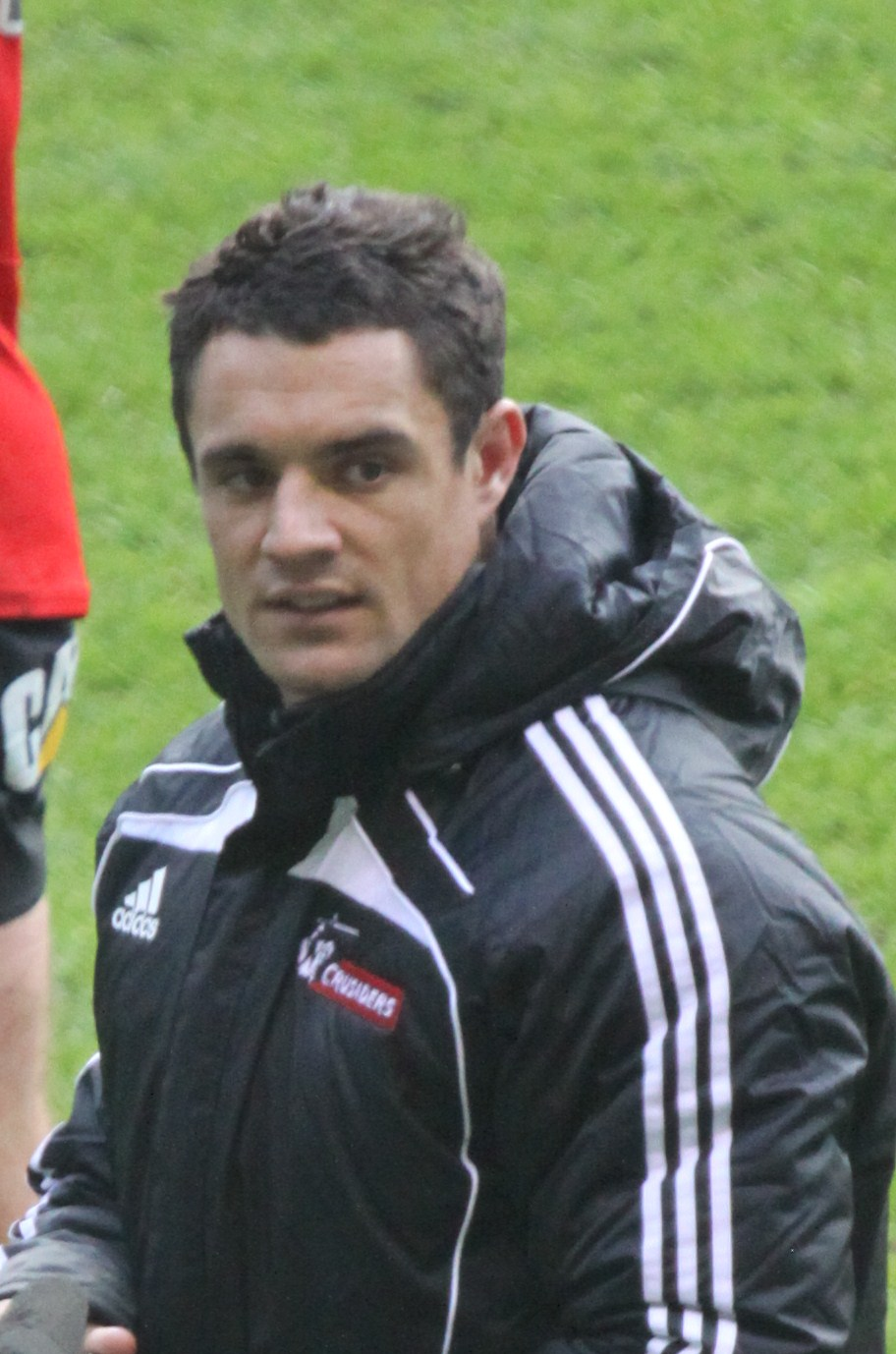
L'ouvreur néo-zélandais Dan Carter fit un passage remarqué au club.

Perpignan a fourni de nombreux internationaux au XV de France. On citera « Jep » Desclaux (années 1930 et 1940), Jean-François Imbernon (années 1970 et 1980) ou, l'ancien capitaine Nicolas Mas. Les derniers internationaux catalans en date sont Romain Taofifénua, Sébastien Vahaamahina et Adrien Planté.
Lors de l'avant-saison 2007-2008, l'USAP réussit un grand coup sur le marché des transferts : le recrutement de l'arrière des champions du monde 2007, le Sud-Africain Percy Montgomery.
Pour la saison 2008-2009, l'USAP réitère l'exploit en recrutant l'ouvreur des All Blacks, Daniel Carter. Ce dernier dispute son premier match avec le club le 14 décembre 2008 contre les Leicester Tigers, lors de la 4e journée de Coupe d'Europe, mais se blesse sept semaines et cinq matches plus tard, le 31 janvier 2009, à la dernière minute du match opposant l'USAP au Stade français au stade de France. La rupture partielle de son tendon d'Achille le tient éloigné des terrains pour plusieurs mois. Même s'il suivra le club jusqu'au titre, son aventure en tant que joueur avec l'USAP n'aura duré qu'un mois et demi, mais on retiendra l'apport que ce dernier a pu apporter au vestiaire. L'investissement du joueur fut rentabilisé.

##### Internationaux français
58 joueurs ont porté au moins une fois le maillot de l'équipe de France de rugby alors qu'ils évoluaient sous les couleurs du club.
À ces joueurs il convient d'associer Didier Plana qui fut appelé en 1998 pour la tournée de l'équipe de France dans les îles du Pacifique (Samoa et Tonga) mais qui, bien qu'ayant pris part à deux matches (dits matches de semaine), ne compte aucune sélection en équipe de France.
Le nombre de sélections indiqué pour chaque joueur correspond au nombre de fois où le joueur a été sélectionné alors qu'il évoluait sous les couleurs de l'USAP.

##### Internationaux étrangers
Les joueurs cités ci-dessous sont ceux ayant eu au moins une sélection pour leur pays alors qu'ils évoluaient sous le maillot de l'USAP. Ainsi, le nombre de sélections indiqué correspond à celles que le joueur a obtenu alors qu'il évoluait au sein du club.

#### Joueurs emblématiques
Par ordre chronologique :
- Roger Ramis
- Eugène Ribère
- Jean Galia
- Vincent Graule
- Joseph Desclaux
- Raoul Got
- Paul Porical
- Jacques Palat
- Robert Puig-Aubert
- André Sanac
- Gérard Roucariès
- Serge Torreilles
- Jo Maso
- Jean Carrère
- Jean-Michel Esponda
- Jean-François Imbernon
- Barend Britz
- Gérard Majoral
- Marc Lièvremont
- Alain Macabiau
- Alewyn Joubert
- Bernard Goutta
- Benoît Bellot
- Mike James
- Thomas Lièvremont
- Didier Plana
- Raphaël Ibañez
- Sylvain Deroeux
- Perry Freshwater
- Phil Murphy
- Thierry Lacroix
- Marc Dal Maso
- Michel Konieck
- Manny Edmonds
- Jérôme Labat
- Chris Cusiter
- Nathan Hines
- Dan Luger
- David Marty
- Nicolas Mas
- Olivier Olibeau
- Rimas Álvarez Kairelis
- Nicolas Laharrague
- Samueli Naulu
- Farid Sid
- Gregory Le Corvec
- Christophe Manas

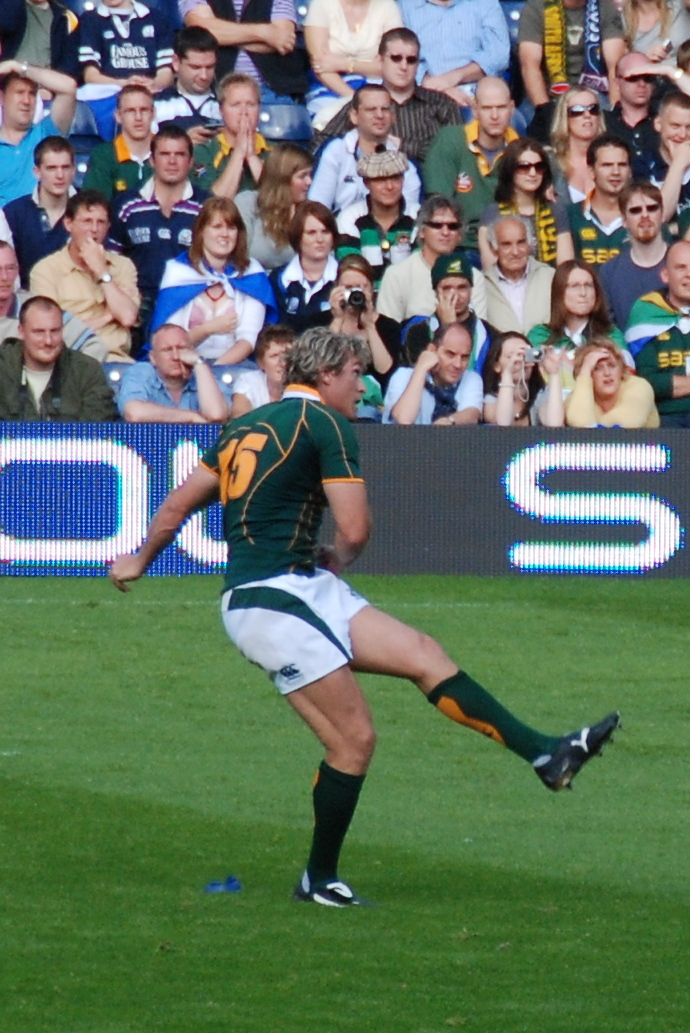
Le Sud-Africain Percy Montgomery a passé une saison à l'USAP (2007-2008).

- Jean-Philippe Grandclaude
- Diego Giannantonio
- Percy Montgomery
- Christophe Porcu
- Kisi Pulu
- Marius Tincu
- Henry Tuilagi
- Julien Candelon
- Guilhem Guirado
- Jérôme Schuster
- Jérôme Porical
- Maxime Mermoz
- Nicolas Durand
- Damien Chouly
- Jean-Pierre Pérez
- Ovidiu Tonița
- Gerrie Britz
- Gavin Hume
- Daniel Carter
- James Hook
- Enzo Forletta
- Jonathan Bousquet
- Mathieu Acebes

## Soutien et image du club

### Les clubs de supporters

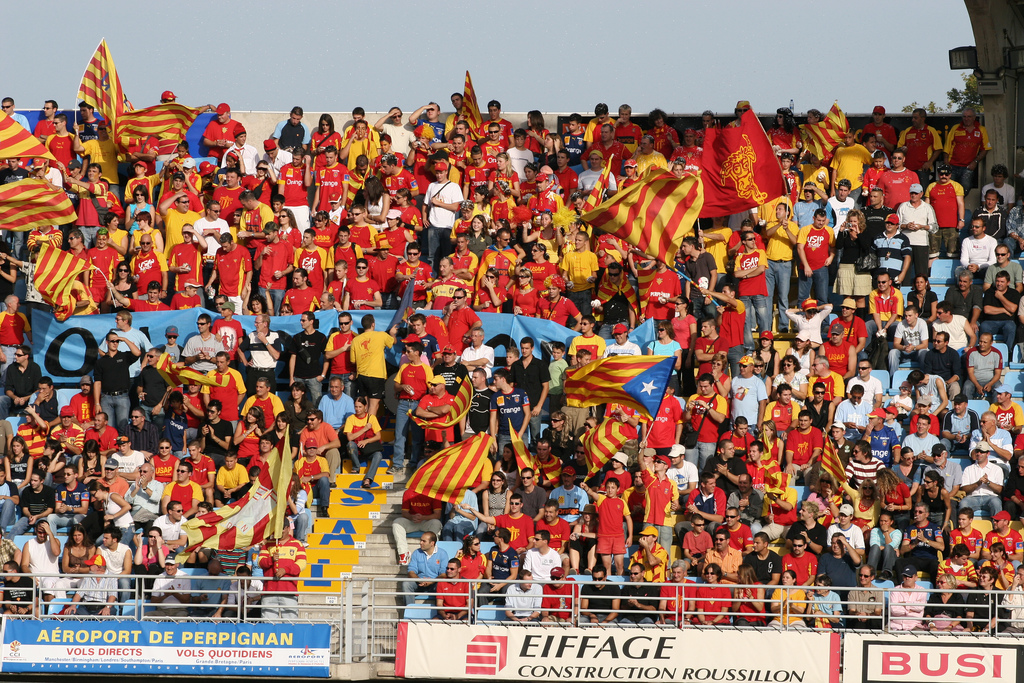
Les supporters de l'USAP lors d'un match au stade Aimé-Giral.

Le site Internet de l'USAP répertorie une vingtaine de penyes (nom catalan donné à une association de supporteurs) officielles. Elles sont de tailles diverses et sont plus ou moins structurées. La Bronca 2003 se veut particulièrement festive et bruyante. En effet, le mot "bronca" est le nom donné à la huée du public d'Aimé-Giral, sa devise en catalan est Sempre dia de festa, qui pourrait se traduire par "toujours en fête". La Bronca 2003 organise fréquemment des tifos à l'occasion d’évènements particuliers comme les anniversaires de la penya, la diada de Catalunya, hommage à Jordi Barre ou les fêtes de fin d'année.

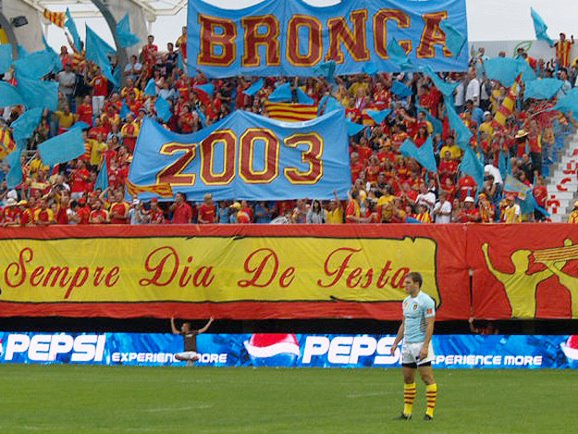
La Bronca 2003 célèbre ses 5 ans.

Une autre penya importante est celle des Barretines (la barretina est le chapeau typique et traditionnel des catalans). Créée en 1999, l'association compte plus de 400 abonnés et est réputée pour être l'une des penyes les plus organisées notamment pour la mise en place des déplacements de supporteurs puisque les Barretines ont déjà réussi l'exploit de réserver un TGV pour leur penya ou de faire décoller depuis l'aéroport de Perpignan deux Boeings de supporteurs.
Les Us@pistes est une autre penya particulièrement originale car elle fut créée à l'initiatives d'internautes habitués du forum de l'USAP. Les Us@pistes attachent une importance toute particulière à la convivialité propre à la culture rugby : ils ont par exemple développé un système de jumelage avec d'autres groupes de supporteurs d'autres clubs du Top 14 afin de pouvoir partager des rencontres lors des matchs du championnat. Les Us@pistes sont notamment remarquable à Aimé-Giral pour leur tifo géant en forme de maillot de l'USAP. Notons que les Us@pistes disposent de deux sections Poitou et Provence-Alpes-Côte d'Azur.
Créée au lendemain de la première descente du club en 2e division, la Penya dels Trabucayres amb l'USAP a vu le jour en juillet 2014 et rassemble près de 80 membres. Très proche de ces racines, c'est la première association à avoir une délégation officielle en catalogne Sud (Penya dels trabucaires CAT). Elle travaille en collaboration avec "La Bronca 2003" et "Munt i Mar" pour animer la tribune Sud du Stade Aimé Giral. On se souvient notamment du magnifique tifo "Mai Morirem" (comprenez : Nous ne mourrons jamais) déployé sur la totalité de la tribune Goutta lors de l'ultime journée de Top 14 contre le Racing 92 (saison 2018-2019).
D'autres penyes servent de regroupement des catalans habitant hors du département et dans des grandes villes françaises. Ainsi, la Penya de l'Aude est représentée par des supporters venant du département voisin de l'Aude, tandis que les villes de Montpellier, de Toulouse et de Paris disposent chacune d'une penya nommée respectivement Els de Montpellier amb l'USAP (ceux de Montpellier), Els de Tolosa amb l'USAP (ceux de Toulouse) et Els de Paris amb l'USAP (ceux de Paris avec l'USAP).
Outre-manche, l'Angleterre est représentée par la penya nommée Els de Londres amb l'USAP (ceux de Londres avec l'USAP).
Nous retrouvons des penyes de l'autre côté de la frontière franco-espagnole. La principauté d'Andorre est représentée par la Penya els Andosins. La région de Figueres est représentée avec Els amics rugby Empordà. La penya barcelonaise Penya Barcelonista Usapista Avant a la particularité de soutenir à la fois le FC Barcelone (notamment sa section rugby) et l'USAP. La région plus lointaine de Valence dispose de la Penya Usapista Els Valencians. La région de Gérone est représentée par la Penya Girona.
D'autres penyes plus ou moins grandes et plus ou moins organisées existent. Elles peuvent appartenir à une unité de géographique Penya Cap XV de Saint-Cyprien ou Els Amics de Pesilla. Les Farfadets avec l'USAP se revendiquant la plus jeune penya de l'USAP puisqu'elle a été créée par des membres (professeurs et lycéens) du Lycée Notre Dame de Bons Secours de Perpignan.
Certaines penyes ont disparu comme celle de Penya Usapista Els Angelets de la Terra. Cette penya également créée sur le forum du site Internet officiel du club en 2002 se revendiquait ouvertement comme une penya catalaniste et cherchait à créer des liens entre les supporteurs de Catalogne nord avec ceux de Catalogne sud.
Parmi les autres penyes nous retrouvons Les Arlequins, Els Sang i Or amb l'USAP, Colla USAP ou encore Els Arrels de l'USAP, cette dernière attache une importance toute particulière à la culture et la langue catalane.
L'USAP compte aussi plus de 10 000 abonnés pour la saison 2011/2012.

### Relation avec les médias
À la différence des grands clubs de football, les clubs de rugby professionnels ne disposent pas encore de leur propre chaîne de télévision. La notoriété de l'USAP est assurée par la presse locale et notamment le journal L'Indépendant qui consacre régulièrement sa une à l'USAP. Bien que les médias de Catalogne se soient longtemps désintéressés au phénomène USAP, ce n'est plus le cas aujourd'hui. De nombreux journaux barcelonais se penchent sur l'actualité du club roussillonnais. C'est en particulier le cas du quotidien Avui écrit en catalan. Le journal sportif en catalan El 9 Esportiu informe sur la vie du club même si sa priorité va au football et aux clubs barcelonais du FC Barcelone et de l'Espanyol. La chaîne généraliste catalane TV3 diffuse régulièrement des informations concernant le club. TV3, qui retransmettait certains matchs de Coupe d'Europe à l'époque où Marcel Dagrenat était président, fut même partenaire maillot de l'USAP.
Plusieurs reportages de qualité ont été consacrés au phénomène USAP que ce soit sur la télévision française ou sur la télévision catalane. Ainsi la chaîne des Régions françaises France 3 proposa un reportage de René Grando USAP, Les Guerriers du losange télédiffusée en 2010. Dans le cadre du partenariat entre le FC Barcelone et l'USAP, un reportage en 7 parties intitulé La USAP, els catalans del nord (L'USAP, Les Catalans du nord) a été diffusé sur Barça TV, chaîne sportive du club omnisports éponyme.
La station radio locale France Bleu Roussillon retransmet en direct tous les matchs de championnat de l'USAP et propose une émission hebdomadaire animée par Cyrille Manière et Philippe Anglade Le lundi, c'est rugby consacrée spécialement aux affaires sportives et extra-sportives du club. Chaque semaine des personnalités du club y sont invitées.

### Le site internet
Comme la totalité des clubs de rugby professionnels l'USAP possède son propre site internet, usap.fr. La singularité de ce site est qu'il est complètement bilingue, toutes les informations sont systématiquement diffusées en français et en catalan. Une webtélé, USAP.TV, utilisant le site de partage de vidéo Dailymotion est rattachée au site, cette dernière se contente de proposer un résumé des matchs et quelques interviews de joueurs ou de personnalités du club. Une webradio, USAP.FM, rattachée au site Internet, retransmet les interviews d'avant-match et les réactions d'après-matchs des joueurs et entraîneurs du club par l'intermédiaire de podcasts. Enfin un dernier site, USAP Fans, est dédié aux fans du clubs qui peuvent y retrouver des goodies, chansons de supporteurs et autres. Par ailleurs, le club utilise également les réseaux sociaux Facebook et Twitter. Avec ses 181 000 fans le 6 novembre 2017, l'USAP est le quatrième club de rugby professionnel français le plus « aimé » par les utilisateurs de Facebook, derrière le Stade toulousain, le RC Toulon et l'ASM Clermont Auvergne,.

### L'USAP dans la culture populaire
Le roman de Philippe Ward Meurtre à Aimé-Giral met en scène une sombre histoire de meurtre : Michel Albans, directeur financier de l'USAP, est abattu froidement par un arlequin (le symbole du club), le lieutenant de police Nuria Puigbert, fille de l'ancien président du club et mère d'une des futures vedettes du club et chargée de l'enquête au moment même où le club sang-et-or s'apprête à jouer les demi-finales du Top 14.
Un autre roman, de Hélène Legrais, Les héros perdus de Gabrielle a pour environnement le Perpignan de 1914 et particulièrement l'équipe de l'AS Perpignan. Après avoir suivi l'équipe jusqu'à la finale de Toulouse, la jeune Gabrielle (16 ans au début du roman) voit de nombreux joueurs tomber lors du conflit mondial. Elle craint alors pour son préféré, le bel Aimé Giral et, prenant conscience que sa vie insouciante est en train de se terminer, elle devient une femme responsable.
Le groupe perpignanais Al Chemist, emmené par les chanteurs Alain Cazenova et Hugues Di Francesco, a créé Les Derniers Guerriers sont Catalans à la gloire des joueurs de l'USAP. Cette chanson a parfois servi de musique d'entrée des joueurs sur le terrain avant les matchs. Le groupe recommence en 2018 avec le titre Cantem Més Fort qui devient l'hymne de l'USAP pour les phases finales.

## Équipe féminine
En 2008, à la suite d'un désaccord entre l'USAT XV Toulouges, club de rugby exclusivement réservé aux dames quadruples championnes de France à cette date (2004, 2005, 2006 et 2008), et la municipalité de Toulouges le club obtient de l'association USAP le droit de porter le nom de USAP XV féminin. Le club jouera alors un peu partout dans le département.
Il faudra attendre 2017 pour que l'équipe féminine devienne officiellement une section du club.